# Haller Mauern
Die Haller Mauern sind ein Gebirgszug der Nördlichen Kalkalpen in der nördlichen Steiermark und im südlichen Oberösterreich. Sie erreichen ihren höchsten Punkt im Großen Pyhrgas mit 2244 m ü. A. Die Haller Mauern sind eine Untergruppe der Ennstaler Alpen und bilden deren nordwestlichen Abschluss. Der landschaftsprägende Hauptkamm besteht vorwiegend aus Dachsteinkalk und ist stark verkarstet. Die Hochlagen sind weitgehend naturnah, bieten Lebensräume für viele Tier- und Pflanzenarten und stehen größtenteils unter Naturschutz. Eine Vielzahl von Bergweiden dient der Almwirtschaft, die Anfang des 20. Jahrhunderts jedoch stark zurückging. Durch Schutzhütten und ein großes Wegenetz sind die Haller Mauern für den Tourismus erschlossen. Das Gebirge ist nach dem Ort Hall bei Admont benannt, in dessen Umgebung bis ins 16. Jahrhundert Salz gewonnen wurde.

## Geographie

### Umgrenzung
Die Nordgrenze beginnt bei Windischgarsten und folgt dem Dambach nach Osten über den Hengstpass entlang des Laussabachs nach Altenmarkt bei Sankt Gallen. Im Osten bilden die Enns bei Weißenbach, der Buchauer Bach und die Linie Buchauer Sattel bis Admont die Grenze. Die Enns ist auch die Südgrenze von Admont flussaufwärts bis Liezen. Von dort folgt der Grenzverlauf dem Pyhrnbach nordwärts über den Pyhrnpass entlang der Teichl bis nach Windischgarsten.
Die Haller Mauern besitzen eine maximale Ausdehnung zwischen dem Pyhrnpass im Westen und Altenmarkt im Osten von 28 Kilometern und von Nord nach Süd von 18 Kilometern. Das Gebirge umfasst eine Gesamtfläche von etwa 288 km².

### Zuordnung
Nach der Landschaftsgliederung der Steiermark und der Alpenvereinseinteilung der Ostalpen (AVE) gehören die Haller Mauern zu den Ennstaler Alpen (AVE 16). Das kann sich vom alltäglichen Sprachgebrauch unterscheiden, in dem der Begriff Gesäuseberge oft synonym für die Ennstaler Alpen verwendet wird. Nach der Oberösterreichischen Raumgliederung gehören sie zu den Kalk-Hochalpen. Traditionell-landschaftlich gehört der Raum zur Eisenwurzen. Verwaltungsmäßig ist das Gebiet auf die Bezirke Kirchdorf (Nordwesten) und Liezen (Süden und Osten) aufgeteilt.

### Verkehr

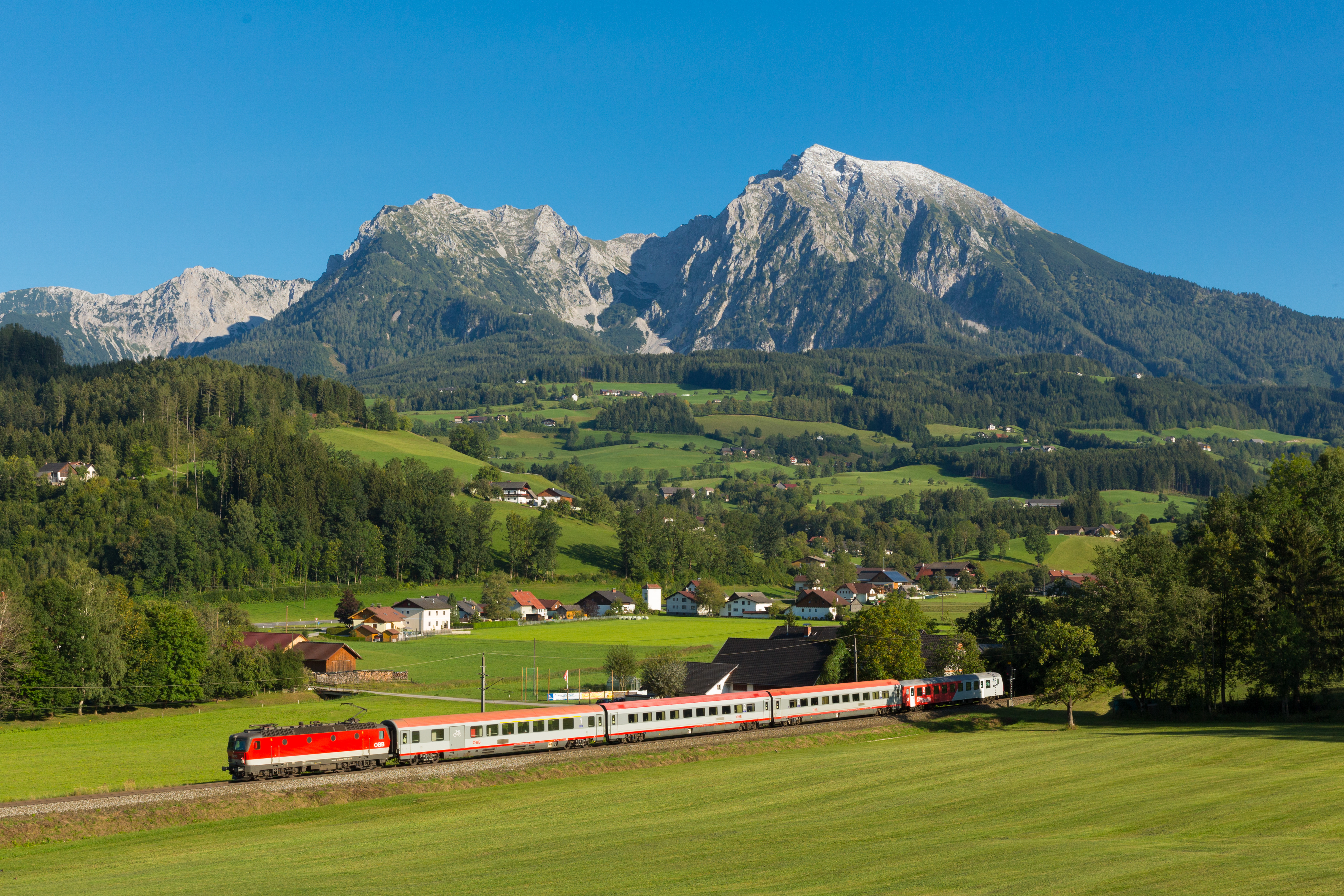
Die Pyhrnbahn bei Windischgarsten mit dem IC 600 Bosruck. Im Hintergrund die Haller Mauern mit dem Kleinen und Großen Pyhrgas

Im Norden verläuft die Hengstpassstraße L550 von Windischgarsten bis nach Altenmarkt bei Sankt Gallen. Sie hat ihren höchsten Punkt am Hengstpass 985 m. Im Südosten verbindet die Buchauer Straße B117 Altenmarkt bei Sankt Gallen über den Buchauer Sattel mit Admont. Im Süden befindet sich die Gesäuse Straße B146 und verbindet Liezen mit Admont. Im Westen verläuft die Pyhrn Autobahn (A 9), und die Haller Mauern sind über die Anschlüsse Spital am Pyhrn und Ardning erschlossen. Parallel zur A 9 verläuft die Pyhrnbahn. A9 und die Pyhrnbahn unterqueren mit dem Bosrucktunnel den Bergstock des Bosrucks. Entlang der Westgrenze verbindet die Pyhrnpass Straße B138 Liezen im Süden mit Spital am Pyhrn im Norden. Sie hat ihren höchsten Punkt am Pyhrnpass 954 m. Im Norden führt eine asphaltierte Straße bis zur Bosruckhütte, im Süden bis zur Ardningalm. Besonders das bewaldete Gebiet ist durch ein langes Netz von Forststraßen erschlossen. Diese sind meistens für den öffentlichen Verkehr gesperrt. Auf einigen ist das Befahren mit Fahrrädern gestattet.

### Gliederung
Die Haller Mauern gliedern sich in einen Hauptkamm mit mehreren Nebenkämmen. Der Hauptkamm erstreckt sich zwischen dem Pyhrnpass im Westen und dem Buchauer Sattel im Osten. Er bildet einen sanft geschwungenen, gegen Norden konvexen Bogen, der das südlich gelegene Mühlauer Tal mit dem Ort Hall umrahmt. Die Haller Mauern im engeren Sinn bilden die Gipfel im Kammverlauf zwischen Pyhrgasgatterl und Grabnertörl. Im Nordosten bildet das Große Maiereck den bedeutendsten Nebenkamm des Gebirges.

### Topographie

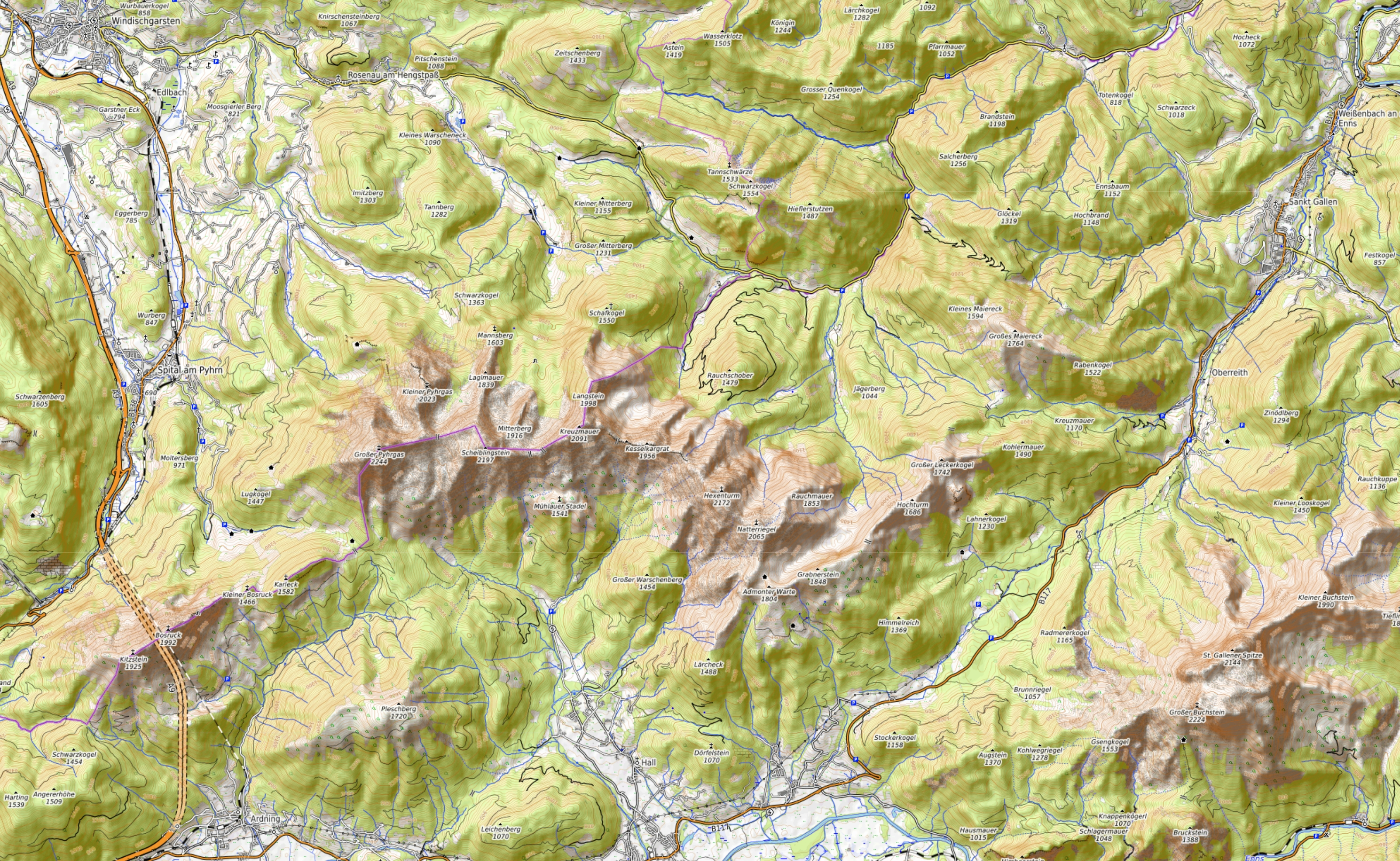
Topografische Karte der Haller Mauern

Typisch für die Haller Mauern sind der Hauptkamm mit Hochgebirgs- und die Seitenkämme mit Mittelgebirgscharakter. Der Hauptkamm steigt im Westen vom Pyhrnpass 954 m ü. A. steil zum Bosruck 1992 m ü. A. an und verläuft über das Karleck 1592 m ü. A. hinunter zum Pyhrgasgatterl 1308 m ü. A. Von dort streicht der Kamm nach Norden zum Großen Pyhrgas, mit 2244 m ü. A. die höchste Erhebung der Haller Mauern. Vom Großen Pyhrgas setzt sich der Gebirgszug nach Osten mit einem ausgeprägten Grat fort, in dessen Verlauf sich Scheiblingstein 2197 m ü. A., Kreuzmauer 2091 m ü. A., Hochturm 1956 m ü. A., Kesselkargrat 1925 m ü. A., Hexenturm 2172 m ü. A. und Natterriegel 2065 m ü. A. befinden, bevor der Kamm zum Grabnertörl 1723 m ü. A. abfällt. Östlich des Grabnertörls sind die Gipfel deutlich niedriger und überschreiten nicht mehr 2000 m ü. A. Dort befinden sich Grabnerstein 1847 m ü. A. und der Große Leckerkogel 1742 m ü. A. Durch den tiefen Einschnitt der Admonter Höhe 1272 m ü. A. ist im Nordosten das Große Maiereck 1764 m ü. A. vom Hauptkamm getrennt.
Im Süden ist der Hauptkamm durch steile Wandabstürze geprägt, während im Norden tief eingeschnittene Kare und lange Seitengrate das Landschaftsbild prägen. Der Grat zwischen Holzerkar und Eiskar endet beim Kleinen Pyhrgas 2023 m ü. A. Der Mannsberg 1603 m ü. A. bildet den Endpunkt eines langen Seitengrats, der über die Laglmauer 1839 m ü. A. vom Scheiblingstein nach Norden zieht. Die Kreuzmauer ist mit einem nach Norden verlaufenden Grat mit dem Langstein 1998 m ü. A. verbunden.

### Gewässer
Das Gebiet nordwestlich des Hauptkamms entwässert über die Teichl (mit ihren Zubringern wie dem Dambach) in die Steyr. Das restliche Gebiet entwässert in die Enns. Im steilen Gelände der Kalkhochalpen sind fast ausschließlich rasch abfließende Bäche mit naturbelassener, felsiger oder grobblockiger Sohle und steilen Böschungen in Kerbtälern zu finden. Die Ufer der Oberläufe sind bis auf wenige Ausnahmen unverbaut und naturnah. Obwohl die Gebirgsbäche durchwegs stark geschiebeführend sind, kommt es nur kleinflächig, zumeist in Talnähe zur Ausbildung größerer Schotterflächen, wie am Eßlingbach. In den Unterläufen der Bachtäler sind große Abschnitte zum Schutz der Siedlungen und Straßen durch Querbauwerken und Geschiebesperren in ihrem Abflussverhalten wesentlich verändert worden. In einigen Fällen sind längere Ufer- und Sohlverbauungen vorhanden.

## Geologie

### Tektonik

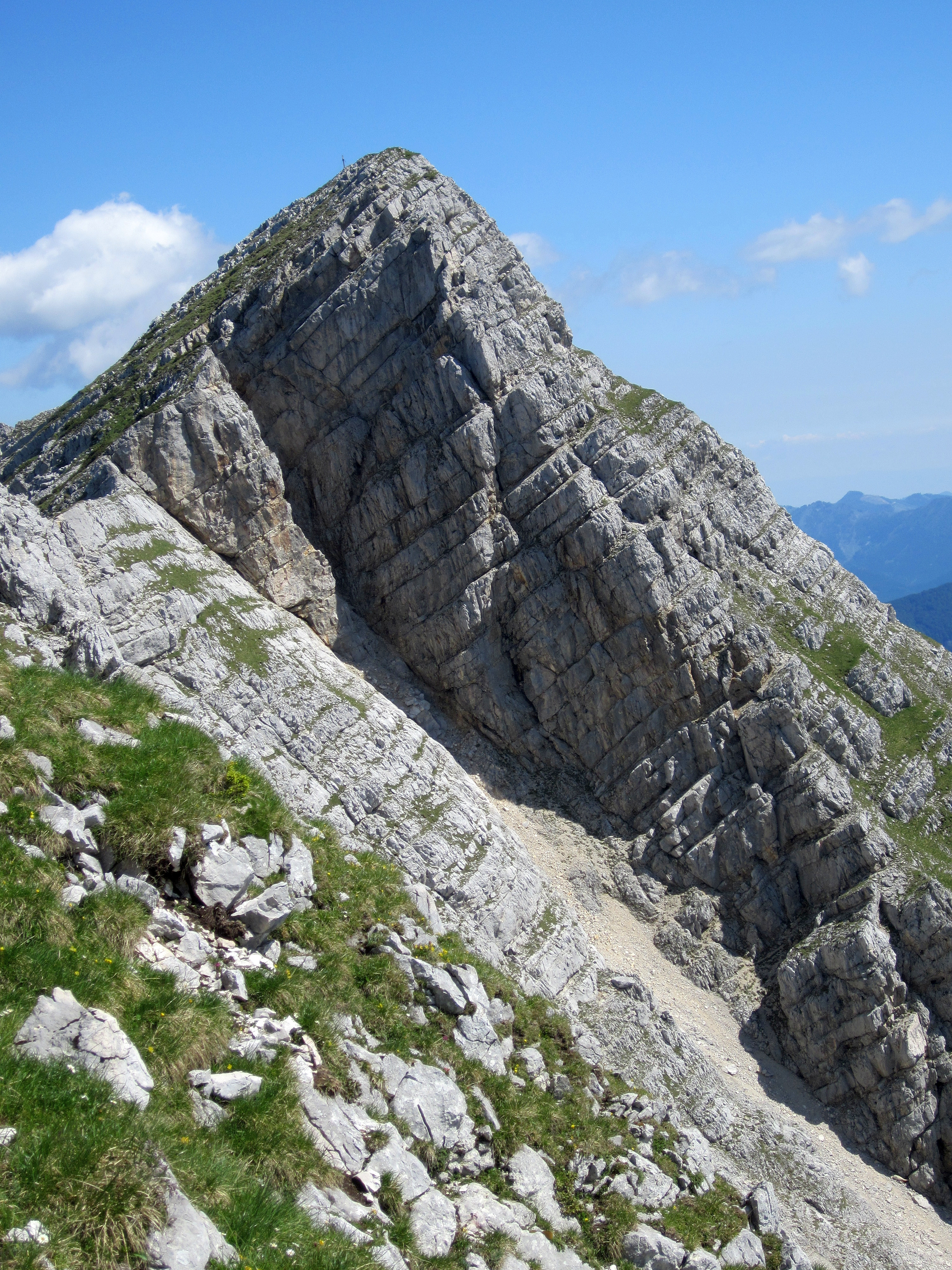
Nach Norden einfallender gebankter Dachsteinkalk des Kleinen Pyhrgas

Die Haller Mauern bestehen aus mehreren tektonischen Einheiten des Oberostalpins, wobei der Großteil von Decken des Tirolikums eingenommen wird. Die Gesäuse-Decke bildet den Hauptkamm, wobei diese nach Norden einfällt und die Schichtköpfe am Südrand zu Tage treten. Die Warscheneck-Stirnschuppe bildet die deutlich niedrigeren Berge nördlich davon. Der Bereich von der Basis der Südabstürze bis zur Enns gehört zur Admont-Schuppenzone. Auf dieser liegen die Bosruck-Deckscholle und die Karleck-Deckscholle, die beide dem Juvavikum zugeordnet werden. Ablagerungen der Gosau-Gruppe treten nur in einem schmalen Bereich am Nordrand zu Tage.
Das Gebiet ist von mehreren tektonischen Störungen durchzogen. Die wichtigste ist die SEMP-Störung (Salzach-Ennstal-Mariazell-Puchberg), die durch das Ennstal in West-Ost-Richtung verläuft. Bei Hall zweigt die Weyer-Störung ab und zieht über den Buchauer Sattel weit ins oberösterreichische Ennstal hinein. Die Pyhrn-Störung befindet sich nördlich des Bosrucks bis zum Pyhrgasgatterl. Im Bereich der SEMP-Störung treten regelmäßig Erdbeben auf. Zuletzt ereignete sich dort am 20. Jänner 2021 ein kräftiges Erdbeben der Magnitude 4,5. Das Epizentrum lag einige Kilometer westlich von Admont im Gemeindegebiet von Ardning.

### Lithostratigraphie
Lithostratigraphisch bestehen die Gesteine der Haller Mauern überwiegend aus mesozoischen Kalken und Dolomiten der Trias, die vor rund 250 bis 200 Millionen Jahren abgelagert wurden. Salzführendes Haselgebirge (Perm) und Werfen-Formation (Untertrias) bilden die Basis des Gebirges. Haselgebirge tritt vor allem im Bereich des Ortes Hall auf, wo sich am Leichenberg die historische Salzgewinnung befand; der breite Pleschberg besteht überwiegend aus Quarzsandstein der Werfen-Formation. Der Bosruck besteht aus Wettersteinkalk (Ladinium bis Unteres Karnium). Den Sockel des Hauptkamms bilden Wettersteindolomit (Ladinium bis Unteres Karnium) und Dachsteindolomit (Oberes Karnium bis Norium), die durch ein Band aus nordalpinen Raibler Schichten (Karnium) getrennt sind. Diese Tonsteine treten besonders im Bereich der Forchner- und Grabneralm zu Tage. Die Gipfelregion der Haller Mauern bildet gebankter Dachsteinkalk (Norium bis Rhaet).
Gesteine des Jura spielen im Gebiet eine untergeordnete Rolle. Ausnahmen bilden Raucherschober und Schafkogel, die aus Kalken der Oberalm-Formation (Kimmeridgium) bestehen. Kreidezeitliche Ablagerungen befinden sich mit der Gosau-Gruppe nur am Nordrand des Gebiets, etwa am Moosgierler Berg und im Bereich der Wasserbauernreith.

### Hydrogeologie

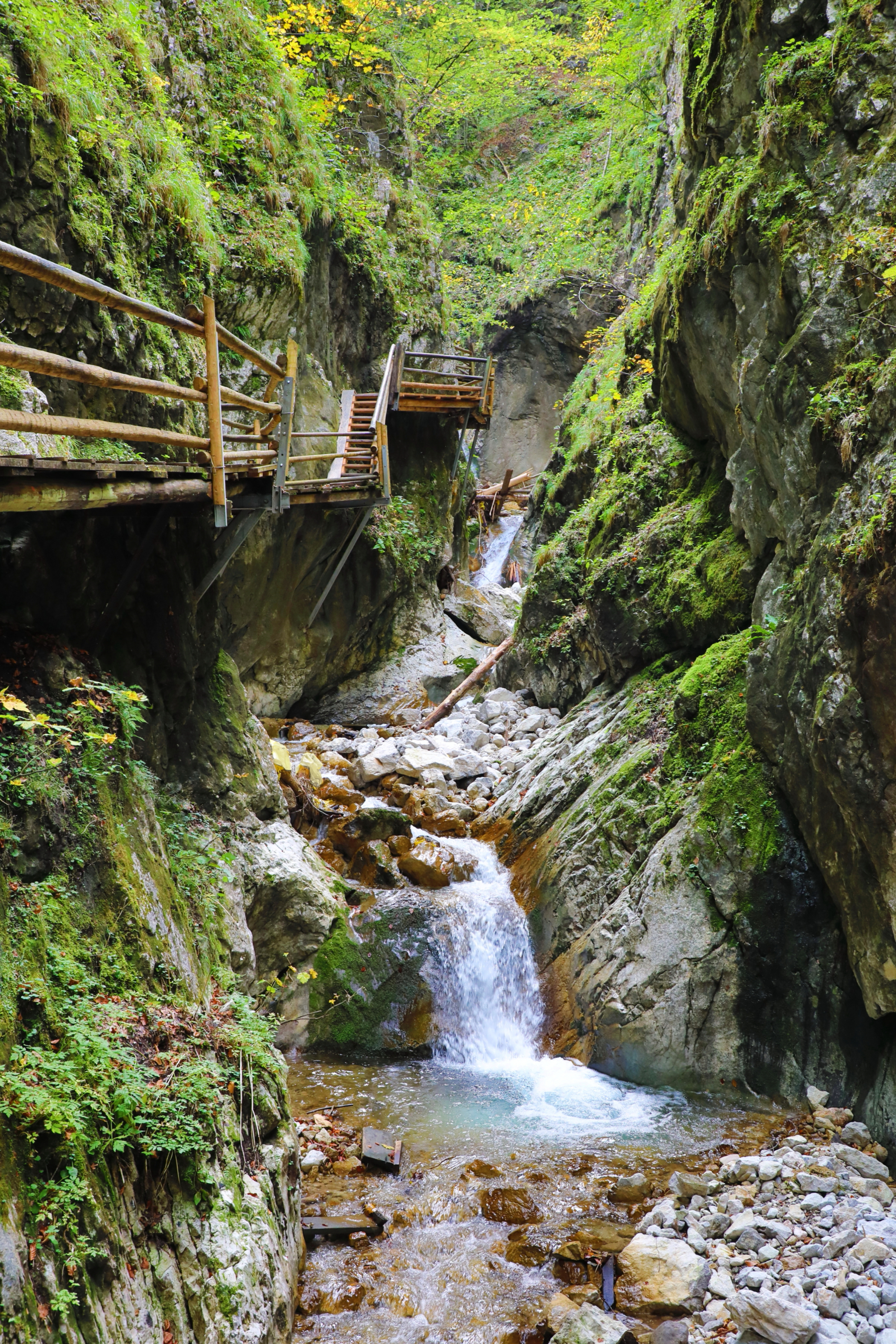
Die Dr.-Vogelgesang-Klamm

Die tiefgründig verkarsteten Kalke entwässern größtenteils unterirdisch. So befinden sich in den Hochlagen keine Seen oder größere oberflächlichen Abflüsse. Der Großteil des Regen- und Schmelzwassers versickert in den Spalten und Dolinen des Kalkgesteins und sammelt sich in Kluft- und Höhlensystemen. Die Kalke werden von wasserstauenden Werfener Schichten und Haselgebirge unterlagert. Diese tonig-mergligen Ablagerungsgesteine erzwingen zahlreiche Quellaustritte.
An der Nordseite des Bosruck befindet sich die Dr.-Vogelgesang-Klamm, die längste Klamm Oberösterreichs und die nach der Tiroler Leutaschklamm zweitlängste erschlossene Felsklamm Österreichs. Direkt am oberen (südlichen) Beginn der Klamm bildet eine Verwerfung die Grenze zwischen weichen Werfener Schichten und Dachsteinkalk. Der Klammbach (Fallbach) konnte das weiche Gestein erodieren, während der harte Kalk erhalten blieb, was zur Entstehung der Klamm führte.

### Ehemalige Vergletscherung
Die Haller Mauern waren in der Eiszeit während der Kaltzeiten immer vergletschert, wobei am Höhepunkt der jeweiligen Vereisung große Eismassen die Täler erfüllten und nur noch die höchsten Gipfel als Nunatakker aus den Eisströmen herausragten. An den Flanken schürfte das Eis Kare und Trogtäler aus. In den Tälern entstanden Zungenbecken, die heute oft von wasserstauenden Moränenresten und in der Folge Mooren ausgefüllt sind. Insbesondere während der vorletzten Kaltzeit (Riß-Kaltzeit) war das Gebiet von ausgedehnten Eisströmen bedeckt. Im Riß drang der mächtige Ennsgletscher über den Pyhrnpass und den Buchauer Sattel weit nach Norden vor. Die Vergletscherung im Becken von Windischgarsten und an der Nordseite der Haller Mauern war so stark, dass das Gebiet um den Hengstpass völlig von Eis bedeckt wurde.
Während der letzten Kaltzeit (Würm-Kaltzeit) war die Vergletscherung deutlich geringer. Die Gletscher der Südseite der Haller Mauern flossen direkt dem Ennsgletscher zu. Das Eis reichte im Mühlauer Tal bis 1200 m ü. A., am Buchauer Sattel bis 1000 m ü. A. Im Westen konnte der Ennsgletscher den Pyhrnpass noch mit einer Mächtigkeit von 350 Metern überschreiten und speiste den Teichl-Ferngletscher, der das Windischgarstner Becken erfüllte. Im Holzer- und Eiskar bzw. Winklerkar bildeten sich erneut kräftige Lokalgletscher, deren Zungen sich mit dem Ferneis vereinten. Aus dem Laglkar floss ebenfalls ein Lokalgletscher, der aber den Teichl-Ferngletscher nicht mehr erreichte.

### Höhlen

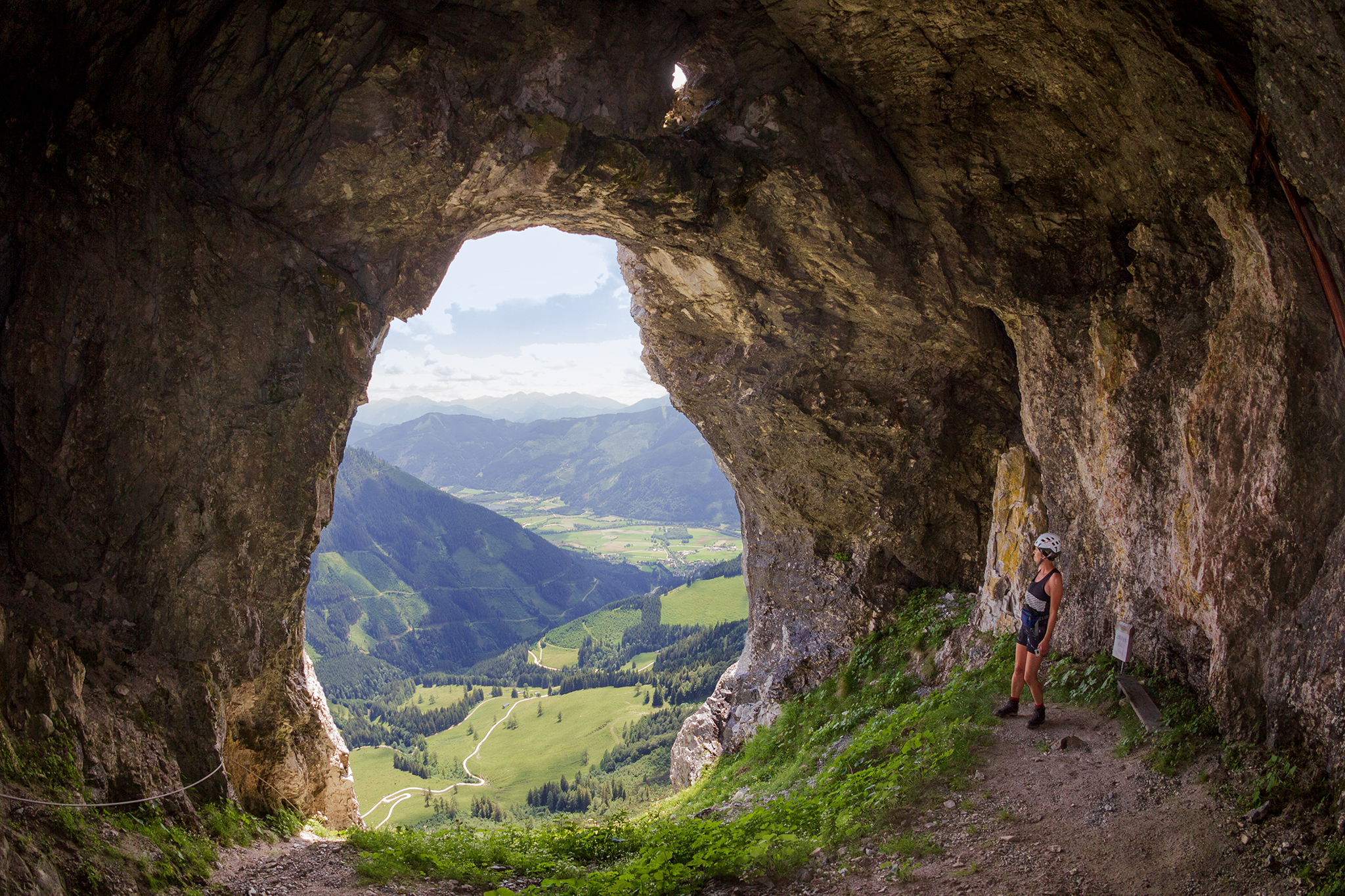
Blick aus der Wildfrauenhöhle

Die Höhlen in den Haller Mauern werden in mehreren Untergruppen des Österreichischen Höhlenverzeichnisses verwaltet. Mit Stand 2024 sind rund 25 Objekte bekannt.
In der Gruppe 1641 (Harting) befindet sich nur die Wildfrauenhöhle (Kat. Nr. 1641/1). Das von Weitem sichtbare Portal dieser bekannten Halbhöhle befindet sich in der Südwand des Bosruck. Die Gruppe 1645 (Haller Mauern) umfasst rund 23 Klein- und Halbhöhlen (Stand 2024). Die bekannteste darunter ist die auch gelegentlich für Biwakzwecke benutzte Schutzhöhle (Kat. Nr. 1645/2) südwestlich des Pyhrgasgipfels. Zu der Teufelskirche (Kat. Nr. 1647/1), das einzige Objekt in der Gruppe 1647 (Maiereck), nordöstlich des Großen Maierecks führt ein markierter Steig. Es handelt sich um einen 12 × 15 Meter großen Höhlenraum mit mehreren Tagöffnungen.
| Name             | Kat.-Nr. | Vermessungslänge [m] | Vertikalerstreckung [m] |
| ---------------- | -------- | -------------------- | ----------------------- |
| Lagahöhle        | 1645/17  | 212                  | 161                     |
| Hexenturmschacht | 1645/23  | 57                   | 35                      |
| Pyhrgas-Schacht  | 1645/1   | 40                   | 20                      |
| X-Mauer-Höhle    | 1645/14  | 30                   | x                       |
| Fuchsalmkluft    | 1645/18  | 30                   | x                       |

## Klima

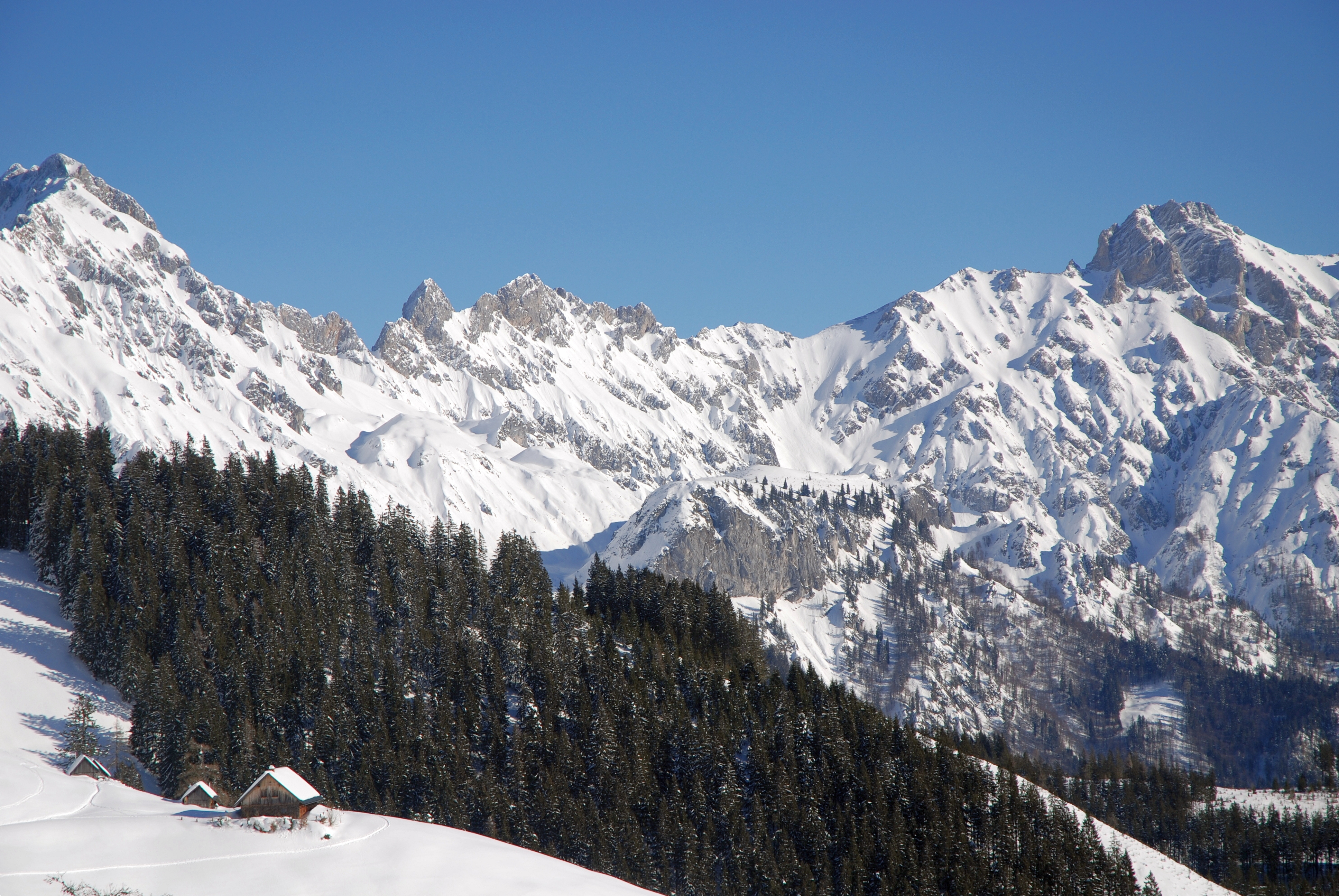
Hochwinterlicher Hauptkamm zwischen Kreuzmauer und Hexenturm

Die Wetterwarte der Zentralanstalt für Meteorologie und Geodynamik in Admont (640 m ü. A.) stellt exakte Daten für das Gebiet zur Verfügung. Die Klimadaten zeigen eine für die Nördlichen Kalkalpen typische Temperatur- und Niederschlagsverteilung: kühle und niederschlagsreiche Sommer und niederschlagsarme Winter. Der Jahresniederschlag beträgt 1297 mm und die Jahresdurchschnittstemperatur 7 °C. Die Niederschläge nehmen mit zunehmender Meereshöhe deutlich zu, die Temperatur nimmt ab. Am Gipfel des Großen Pyhrgas bewegen sich die Jahresniederschläge in einer Größenordnung von 1800 bis über 2000 mm und die Jahresdurchschnittstemperatur liegt zwischen 0 und 2 °C. In freien, höher gelegenen Bereichen dominieren West- und Nordwestwinde, die häufig mit Niederschlag einhergehen. Große Bedeutung kommt den Inversionswetterlagen in den Talbereichen wie im Ennstal und Windischgarstner Becken zu. Aus diesem Grunde herrschen im Herbst oberhalb der Inversionsnebeldecken oft vergleichsweise milde Temperaturen vor. In der kalten Jahreszeit übt die Inversionsschicht in umgekehrter Weise eine mildernde Wirkung auf die Temperaturen der Tallagen aus.
|                        | Jan  | Feb  | Mär  | Apr  | Mai  | Jun  | Jul  | Aug  | Sep  | Okt  | Nov  | Dez  |   |      |
| Mittl. Temperatur (°C) | −4,3 | −2,2 | 2,2  | 7,0  | 12,3 | 15,1 | 17,0 | 16,5 | 12,6 | 7,9  | 1,8  | −3,0 | ⌀ | 7    |
| Mittl. Tagesmax. (°C)  | 0,0  | 3,3  | 8,2  | 14,0 | 19,2 | 21,7 | 23,9 | 23,5 | 19,2 | 14,2 | 6,1  | 0,6  | ⌀ | 12,9 |
| Mittl. Tagesmin. (°C)  | −7,4 | −5,9 | −2,0 | 1,9  | 6,7  | 9,8  | 11,5 | 11,4 | 8,0  | 3,8  | −1,1 | −5,7 | ⌀ | 2,6  |
|                        |      |      |      |      |      |      |      |      |      |      |      |      |   |      |
| Niederschlag (mm)      | 79   | 72   | 101  | 74   | 110  | 146  | 184  | 153  | 121  | 81   | 83   | 93   | Σ | 1297 |
|                        |      |      |      |      |      |      |      |      |      |      |      |      |   |      |
| Luftfeuchtigkeit (%)   | 79,6 | 66,4 | 58,0 | 49,5 | 49,9 | 53,4 | 52,7 | 53,8 | 57,5 | 60,5 | 74,9 | 83,4 | ⌀ | 61,6 |

| −7,4 |

| −5,9 |

| −2,0 |

| 1,9 |

| 6,7 |

| 9,8 |

| 11,5 |

| 11,4 |

| 8,0 |

| 3,8 |

| −1,1 |

| −5,7 |

| −7,4 |

| −5,9 |

| −2,0 |

| 1,9 |

| 6,7 |

| 9,8 |

| 11,5 |

| 11,4 |

| 8,0 |

| 3,8 |

| −1,1 |

| −5,7 |

| N i e d e r s c h l a g | 79  | 72  | 101 | 74  | 110 | 146 | 184 | 153 | 121 | 81  | 83  | 93  |
|                         | Jan | Feb | Mär | Apr | Mai | Jun | Jul | Aug | Sep | Okt | Nov | Dez |

## Böden

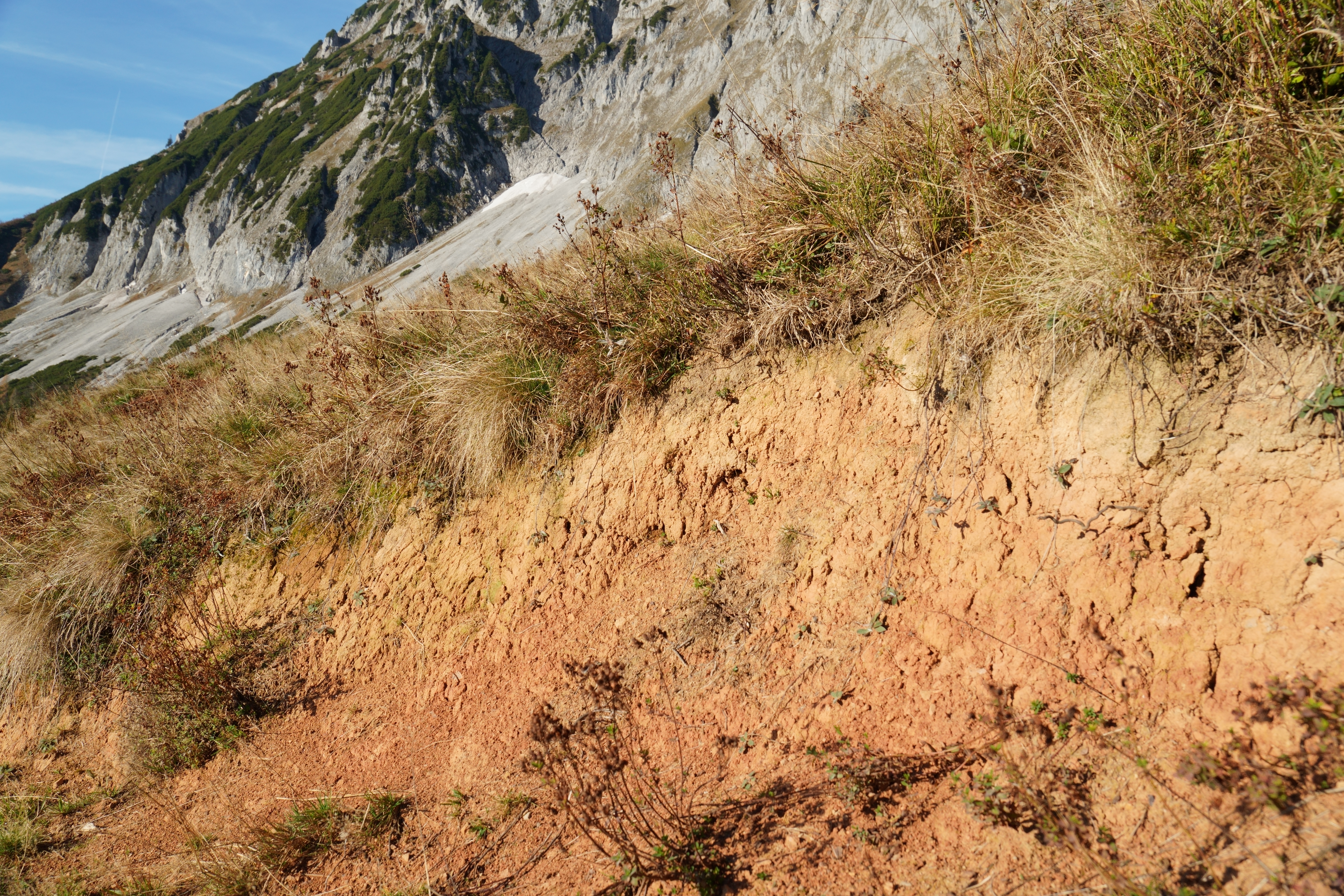
Oberflächlich versauerter Bürstlingsrasen auf Kalkbraunlehm, Ardningalm

Ausgehend vom dominierenden Dachsteinkalk konnten sich in den Hochlagen meist nur Rendzinaböden entwickeln. Das Alter der meisten Böden beträgt maximal 15.000 Jahre, da in den Eiszeiten ältere Böden abgetragen wurden. Die größten Flächen nehmen mullartige Rendzinen ein. Diese mineral- und humusreichen Böden kommen vor allem in Hanglagen der montanen Stufe unter krautarmen Misch- und Nadelwäldern auf fast allen Kalk- und Dolomitgesteinen vor. In Unterhangbereichen kommt es unter klimatisch günstigen Bedingungen zu stärkerer Mullbildung, und es entwickeln sich Mullrendsinen bzw. Braune Rendzinen. Auf diesen tiefgründigen und fruchtbaren Böden gedeihen Misch- und Laubwälder bzw. Wiesen und Weiden der tief- bis mittelmontanen Stufe. Echte Kalkbraunerden oder Kalksteinbraunlehme kommen nur vereinzelt in ausgeprägten Gunstlagen vor. Ebenfalls kleinflächig und nur in Muldenlagen sind frische, lehmige Pseudogleye anzutreffen, auf denen Fichten- oder Tannenwälder wachsen bzw. Almweiden liegen.

## Flora und Vegetation

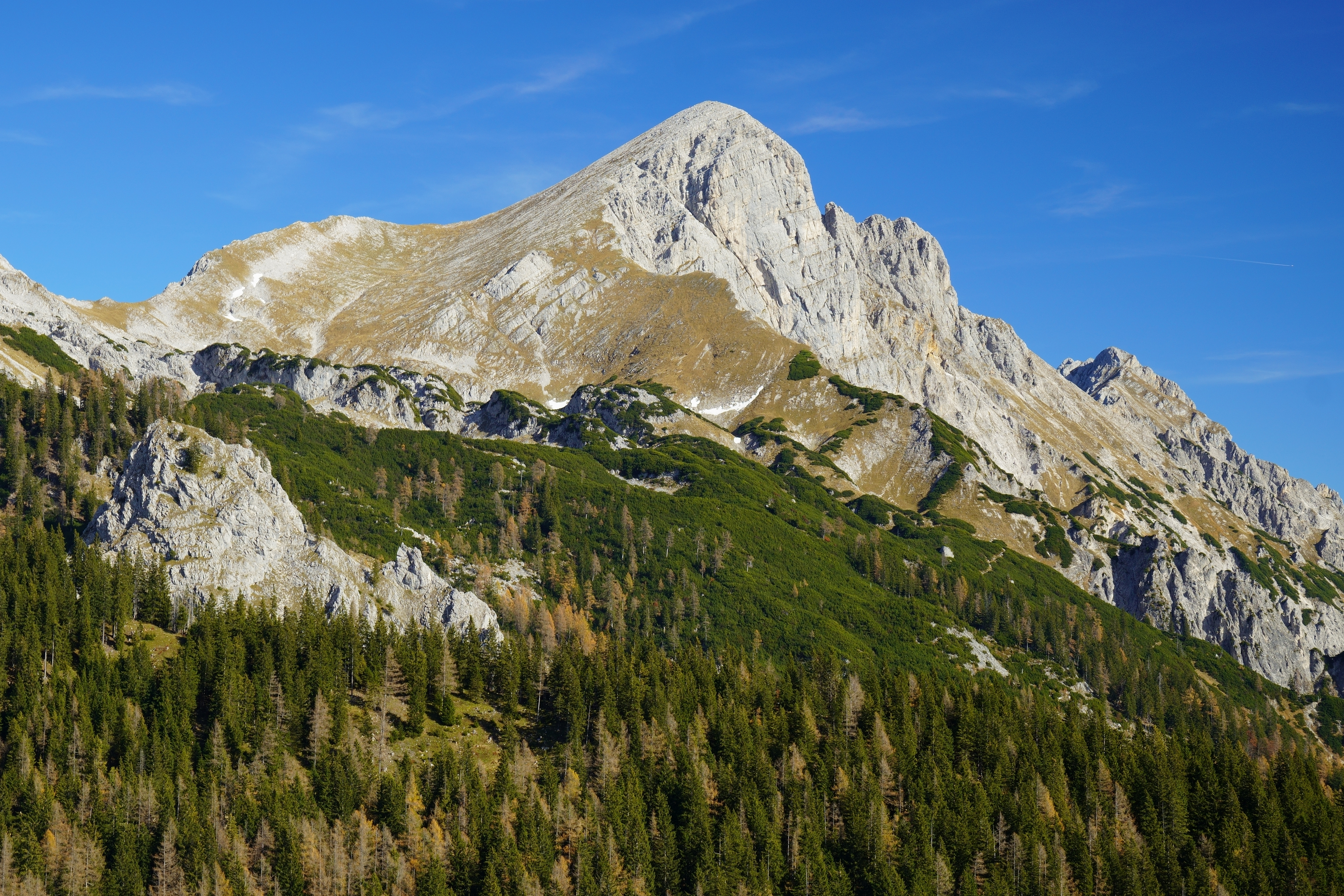
Fichten und Lärchen bilden die Waldgrenze. Darüber ausgedehnte Felder der Bergkiefer. Blick zum Scheiblingstein

Aufgrund der großen Höhenunterschiede von der Tallage bis in die Gipfelregionen bildet sich in jeder Höhenstufe eine entsprechende Vegetation. Die montane Stufe entspricht dem Bereich der Fichten-Tannen-Buchen-Wälder als Klimaxvegetation, der sich vom Talboden bis in die obere montane Stufe erstreckt. Auf trockenen, flachgründigen Standorten werden die steilen Südhänge von Rotföhren (Pinus sylvestris) besiedelt. Besonders in produktiven Lagen, wie am Pleschberg, wurde aus forstwirtschaftlichen Gründen die Fichte (Picea abies) stark gefördert und oft auch in Monokultur aufgeforstet. Mit zunehmender Höhe wird die Buche (Fagus sylvatica) seltener und die Lärche (Larix decidua) häufiger. Fichte und Lärche bilden die Waldgrenze. Die Zirbe (Pinus cembra) tritt nur lokal auf. Ein kleiner Bestand der Zirbe existiert auf der Laglalm. Die Waldgrenze liegt bei durchschnittlich 1400 m ü. A. In den steilen nordexponierten Karen, etwa im Holzerkar, kann sie mit 1200 m ü. A. auch deutlich tiefer liegen. Oberhalb der Waldgrenze bildet die Latschenkiefer (Pinus mugo subsp. mugo) den für ostalpine Kalkgebirge typischen Krummholzgürtel, der sich mit steigender Höhe zunehmend auflöst und von Zwergstrauchheiden und alpinen Rasen durchzogen wird.

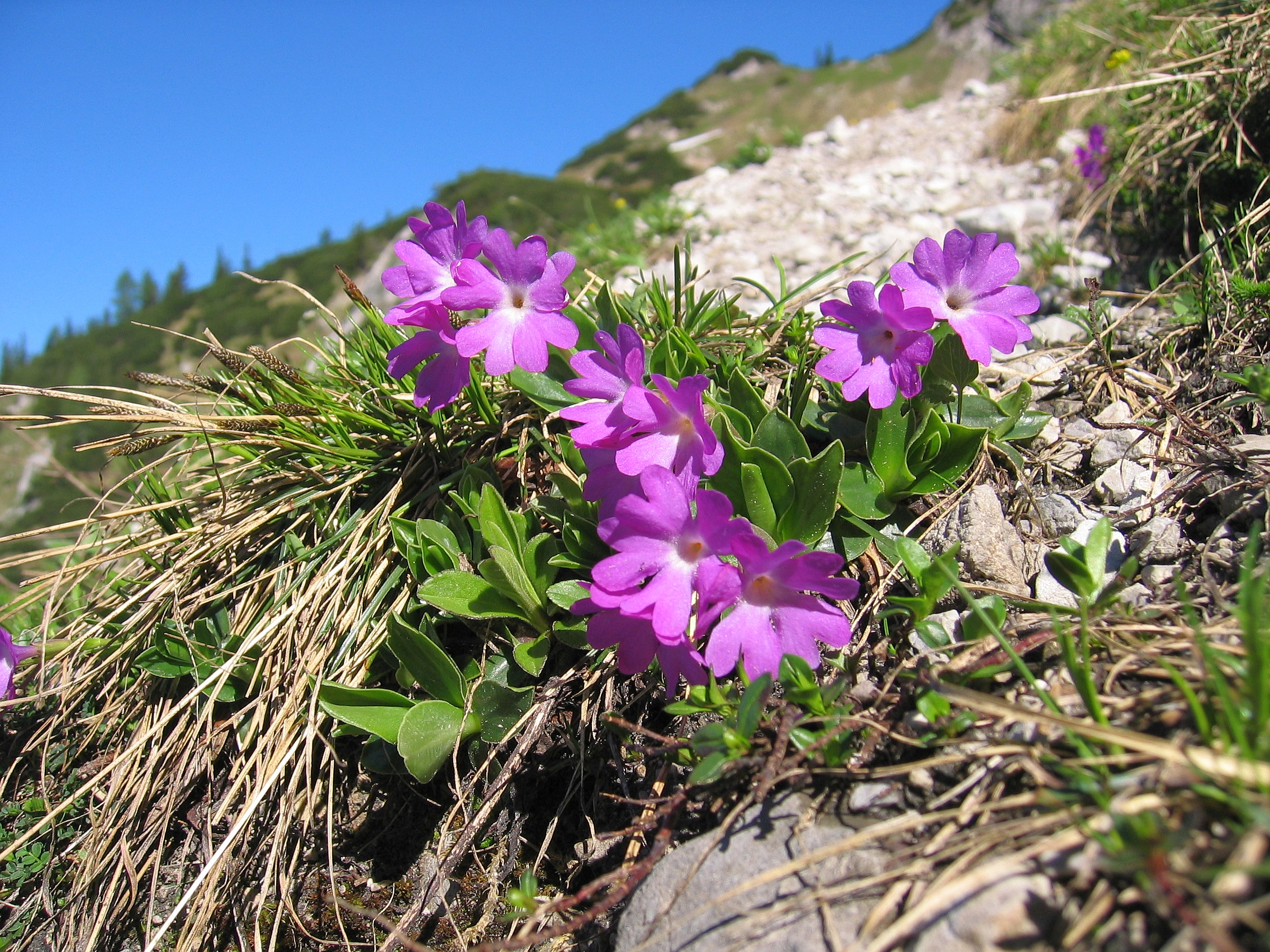
Clusius-Primel am Grabnerstein

Bei den Alpinen Rasen handelt es sich meist um Rostseggen- (Caricetum ferruginei) und um Blaugras-Horstseggenrasen (Seslerio-Caricetum sempervirentis). In den höheren Grat- und Gipfelbereichen übernimmt der Polster-Seggen-Rasen (Caricetum firmae) die Vorherrschaft. Auf Verebnungen im Gipfelbereich des Großen Pyhrgas befinden sich tiefgründige, versauerte Rasen. Dort wachsen als Besonderheit kalkmeidende Arten, die sonst in den Zentralalpen häufig sind. Dies sind etwa Echter Speik (Valeriana celtica), Gämsheide (Loiseleuria procumbens) und Alpen-Hornkraut (Cerastium alpinum).
Neben der typischen Gefäßpflanzenflora eines ostalpinen Kalkgebirges kommen auch viele der Endemiten der nordöstlichen Kalkalpen vor. Als Auswahl seien erwähnt:
- Dunkle Glockenblume (Campanula pulla)
- Alpen-Nelke (Dianthus alpinus)
- Clusius-Primel (Primula clusiana)
- Zweiblüten-Läusekraut (Pedicularis portenschlagii)
- Österreich-Soldanelle (Soldanella austriaca)

### Moose
Die Nordwest- bzw. Nordflanken von Bosruck, Pyhrgas und Scheiblingstein bieten für Moose besonders günstige Bedingungen. In montanen Fichtenwäldern leben etliche Arten, die saures Substrat bevorzugen. Aber auch über Kalkgestein finden sich in den höheren Lagen der Haller Mauern einige der bryofloristisch artenreichsten Lebensräume des Gebietes. Auf einem nur 3 Meter langen Felsabschnitt am Nordkamm des Großen Pyhrgas wurden 39 Arten nachgewiesen. Besonders eindrucksvoll sind die bis 50 cm hohen und 20 cm tiefen Polster des Krummfußmooses (Plagiopus oederiana), die an der Oberkante der Felsen sitzen. In den Weiderasen der Almen ist das Gesägte Halsmoos (Tayloria serrata) sehr häufig. Im unteren Bereich des Klammbachs, nach der Dr.-Vogelgesang-Klamm, gedeihen kräftige Bestände des anspruchsvollen Wassermooses Cinclidotus aquaticus.

### Flechten
Hohe Luftfeuchtigkeit in höheren Lagen, verbunden mit unterschiedlichen Substraten, ermöglicht das Vorkommen vieler Flechtenarten. Im oberflächlich versauerten Rasen am Gipfel des Großen Pyhrgas wachsen unter anderem Totengebeinsflechte (Thamnolia vermicularis) und Islandmoos (Cetraria islandica). Arten wie Verrucaria caerulea wachsen direkt auf Kalk und dringen mit ihrem Hyphengeflecht in das Gestein ein. Anstehende silikatische Schiefer der Werfener Schichten ermöglichen einer Reihe von Silikatflechten ein Vorkommen, wie etwa Porpidia crustulata. Auf Bäumen in der Umgebung der Fuchsalm gedeiht die Echte Lungenflechte (Lobaria pulmonaria), die als Indikator für intakte Ökosysteme gilt.

## Fauna

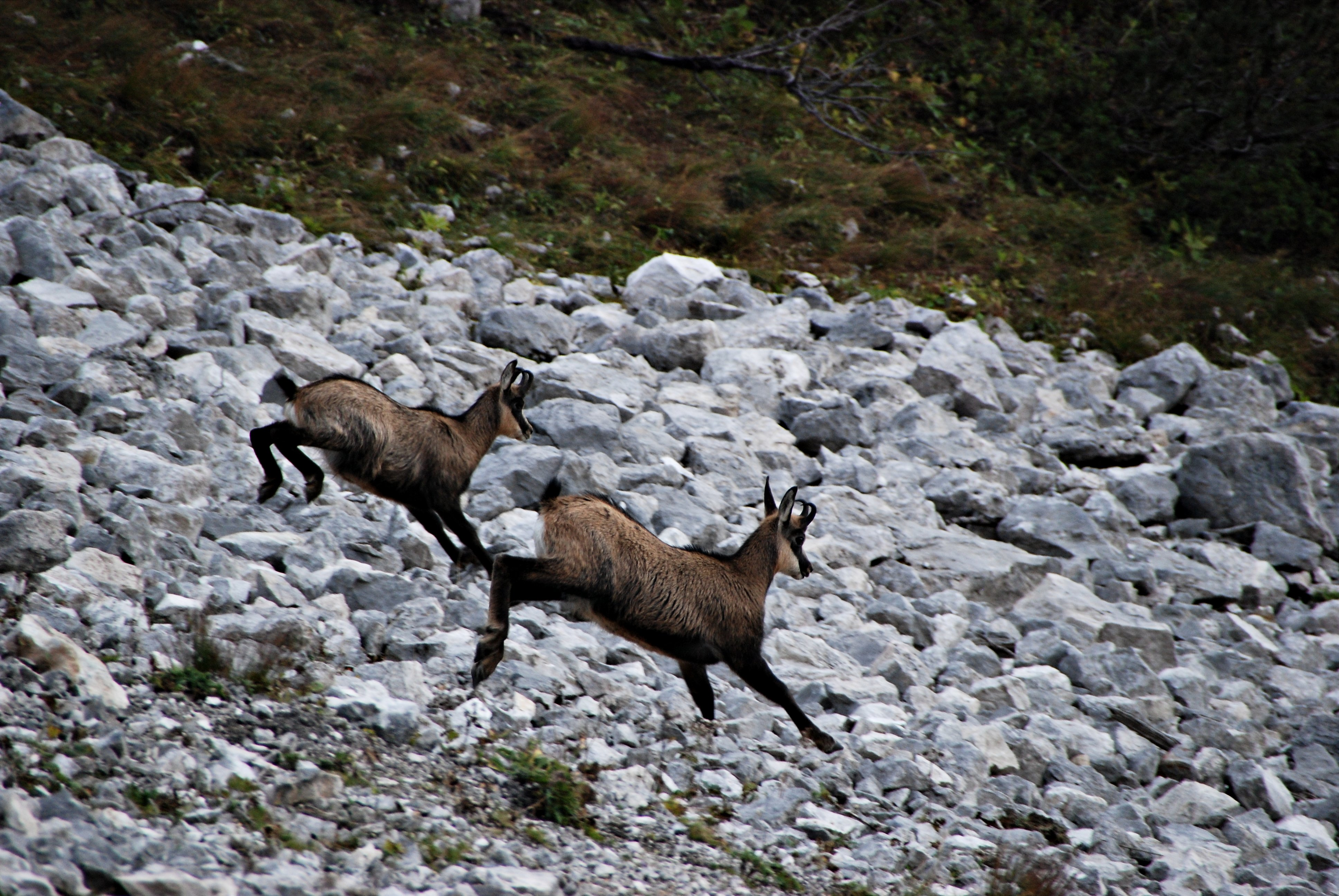
Gämsen (Rupicapra rupicapra) am Großen Pyhrgas

Die Haller Mauern sind reich an Wildarten. Besonders die felsigen Bereiche zwischen Großen Pyhrgas und Hexenturm sind für Gämsen (Rupicapra rupicapra) ein Rückzugsgebiet; die Tiere treten in hohen Dichten auf. In den Hochwäldern finden Rothirsche (Cervus elaphus) und Rehe (Capreolus capreolus) gute Lebensbedingungen, wenn auch in geringerer Dichte.
Der Alpensalamander (Salamandra atra) ist im Gebiet verbreitet. In den tieferen Lagen kommt auch der Feuersalamander (Salamandra salamandra) vor. Die Erdkröte (Bufo bufo) und der Grasfrosch (Rana temporaria) steigen mit größeren Beständen bis zur Waldgrenze. Von den Reptilienarten ist die Bergeidechse (Zootoca vivipara) am häufigsten vertreten, aber auch die Blindschleiche (Anguis fragilis) ist bis in die hochmontane Zone weiter verbreitet. Die Ringelnatter (Natrix natrix) ist in den Haller Mauern nachgewiesen. Die Kreuzotter (Vipera berus) ist stellenweise häufig zu beobachten.
Insgesamt konnten für den oberösterreichischen Teil der Haller Mauern 114 Vogelarten nachgewiesen werden. Davon sind 92 Brutvogelarten. Alpendohlen (Pyrrhocorax graculus) und Kolkraben (Corvus corax) sind häufig anzutreffen. Mit Alpenschneehuhn (Lagopus muta), Birkhuhn (Lyrurus tetrix), Haselhuhn (Tetrastes bonasia) und Auerhuhn (Tetrao urogallus) sind vier Raufußhuhnarten im Gebiet heimisch. Alpenbraunellen (Prunella collaris) und Schneefink (Montifringilla nivalis) wurden oberhalb der Waldgrenze bis zum Gipfel des Großen Pyhrgas nachgewiesen. Die Haller Mauern sind mit 1–2 Brutpaaren auch das Verbreitungsgebiet des Steinadlers (Aquila chrysaetos). Die Wasseramsel (Cinclus cinclus) ist oft in der Dr.-Vogelgesang-Klamm zu beobachten.
In der Spitzenbachklamm kommt eine ungewöhnlich hohe Zahl von Schmetterlingsarten vor. Bisher konnten 485 Arten nachgewiesen werden. Trotz ihrer geringen Länge von nur 2,5 Kilometern ist die Klamm durch eine Vielzahl von Lebensräumen geprägt, die vielen Schmetterlingsarten mit ihren jeweiligen artspezifischen Ansprüchen gerecht werden. So trifft man neben Arten, die feuchtkalte Verhältnisse bevorzugen, auch wärmeliebende. Außerdem finden sich in der Klamm für die Höhenstufe von 570 m ü. A. bis 800 m ü. A. typische Arten ebenso wie Vertreter der subalpinen Stufe, letztere jedoch in geringerer Artenzahl. Einige tagaktive Arten wie Kaisermantel (Argynnis paphia), Graubindiger Mohrenfalter (Erebia aethiops), Erebia euryale und Schönbär (Callimorpha dominula) treten in großer Individuenzahl auf.

## Naturschutz
Große Teile der Haller Mauern stehen unter Naturschutz. Das Naturschutzgebiet Haller Mauern (A5) - Totes Gebirge (N054) wurde 1988 verordnet und gehört mit 820 ha Fläche zu den größten Naturschutzgebieten Oberösterreichs. Es umfasst die nordseitigen Hochgebirgslebensräume und Bergwaldgebiete zwischen Großem Pyhrgas und Kreuzmauer. Ebenfalls in Oberösterreich befindet sich das 1988 geschaffene Naturschutzgebiet Bosruck (A6) - Totes Gebirge (N055), das die Nordwestabstürze des Bosruck abdeckt. Im Norden sind einzelne Flächen im Bereich der Halterkogel-Almen und der Laussabaueralm Teil des Nationalparks Kalkalpen. Die Spitzenbachklamm bei St. Gallen hat seit 1971 als Naturdenkmal den höchsten Schutzstatus in der Steiermark. Es umfasst eine Fläche von 33 ha. Der Naturpark Steirische Eisenwurzen bzw. das Landschaftsschutzgebiet Ennstaler und Eisenerzer Alpen (LS16) integrieren einen Großteil der Haller Mauern auf steirischem Gebiet.
Als 1991 Pläne bekannt wurden, im Bosruck ein Endlager für radioaktiven Abfall zu errichten, begann die Bevölkerung Widerstand zu leisten. Das „Forum Bosruck gegen Atommüll“ organisierte am 27. Oktober 1991 eine Menschenkette von der Bosruckhütte über den Arlingsattel nach Ardning. Etwa 7000 Menschen reichten sich damals die Hände und setzten ein sichtbares Zeichen gegen ein geplantes Atommüll-Endlager. Das Projekt wurde schließlich aufgegeben. Als Erinnerung an diese friedliche und erfolgreiche Demonstration wurde das Gedenkkreuz am Kitzstein errichtet und am 26. Oktober 1995 gesegnet.

## Bergsport

### Wandern und Bergsteigen

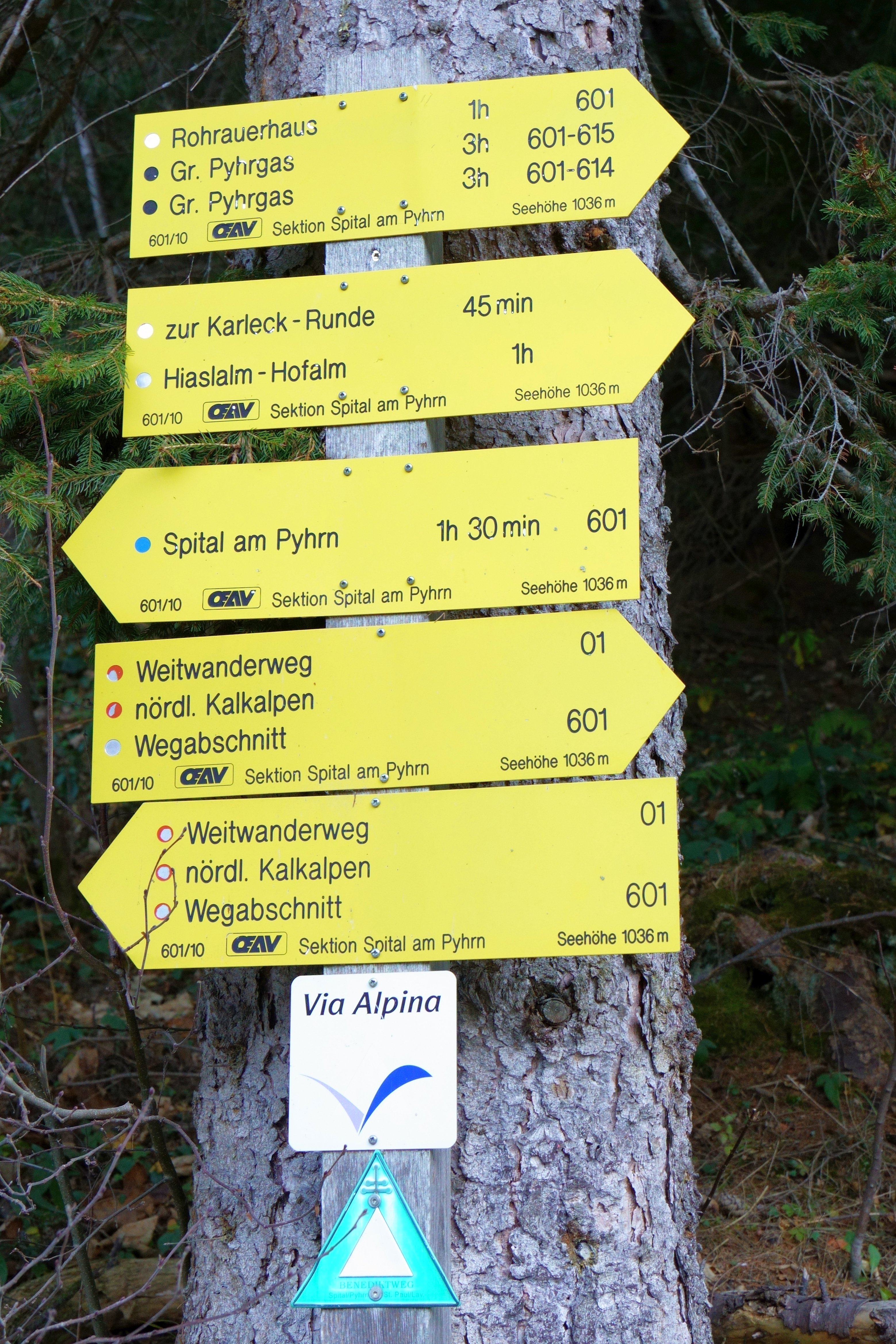
Beschilderung am Weg 601

Die Erschließung der Haller Mauern begann 1872 mit der Eröffnung der Rudolfsbahn, die durch das Ennstal führt. Dort wurde die alpine Gruppe „D’lustigen Almbuam“ gegründet, die sich 1879 in „D’ Ennsthaler“ umbenannte. Aus dieser Gruppe entstand 1892 die Sektion „Ennsthal-Admont“, die heutige Sektion Admont des Österreichischen Alpenvereins. 1895 wurde mit dem Admonter Haus auf dem Grabnertörl das erste Schutzhaus im Gebiet eröffnet. In Oberösterreich richtete 1887 die 1878 gegründete Sektion Windischgarsten des Österreichischen Touristenklubs (ÖTK) in einem Raum der Hofalmhütte erstmals ein strohgefülltes Matratzenlager für fünf Personen ein. Um 1905 wurde in Spital am Pyhrn eine eigene Sektion des Österreichischen Alpenvereins gegründet. Der ÖTK aus Windischgarsten trat das Gebiet östlich der Bundesstraße an die neue Sektion ab, womit auch die Hofalm an den Alpenverein ging. 1925 wurde am Südfuß des Großen Pyhrgas das Rohrauerhaus der Naturfreunde eröffnet. Mit der Fertigstellung der Bosruckhütte 1942 war die Erschließung der Haller Mauern weitgehend abgeschlossen.
Gamsjäger und Wilderer drangen bei der Verfolgung des Wildes vermutlich als Erste bis in die Gipfelregionen vor. Im Archiv des Stifts Admont findet sich ein Urteilsspruch, nach dem 1413 Wilderer am Natterriegel ertappt und eingesperrt wurden. Heinrich Heß, der Erschließer der Gesäuseberge, unternahm viele Begehungen in den Haller Mauern. 1885 gelang ihm im Alleingang eine Gratüberschreitung vom Scheiblingstein bis zum Natterriegel. 1892 führten Heinrich Heß, L. Brunner aus Wien und Johann Mach aus Steyr die erste vollständige Überschreitung des Hauptkamms vom Großen Pyhrgas bis zum Natterriegel durch. Für die Tour benötigten sie 22,5 Stunden. Bis in die 1920er Jahre waren die Haller Mauern ein ganzjährig gesperrtes Jagdgebiet. Für Bergtouren, ausgenommen waren der Großen Pyhrgas von der Hofalm sowie Natterriegel und Hexenturm vom Admonter Haus, war eine Bewilligung des Forstamtes des Stifts Admont erforderlich. Völlig frei zugänglich wurde das Gebiet erst durch das Forstgesetz von 1975 (Wegefreiheit im Bergland).
Das markierte und beschilderte Wegenetz in den Haller Mauern wird vom Österreichischen Alpenverein gewartet. Der Weg 601 durchquert die Haller Mauern von Ost nach West und hat beim Pyhrgasgatterl seinen höchsten Punkt. Er ist im Verlauf identisch mit dem Österreichischen Weitwanderweg 01 (Nordalpenweg), dem Europäischen Fernwanderweg E4, dem Violetten Weg der Via Alpina und der ersten Etappe des Benediktwegs. In den Haller Mauern befinden sich mehrere Schutzhütten, die mehrheitlich vom Alpenverein betrieben werden. Überdies bieten eine Hütte der Naturfreunde und private Unterkünfte Übernachtungsmöglichkeiten für Wanderer.

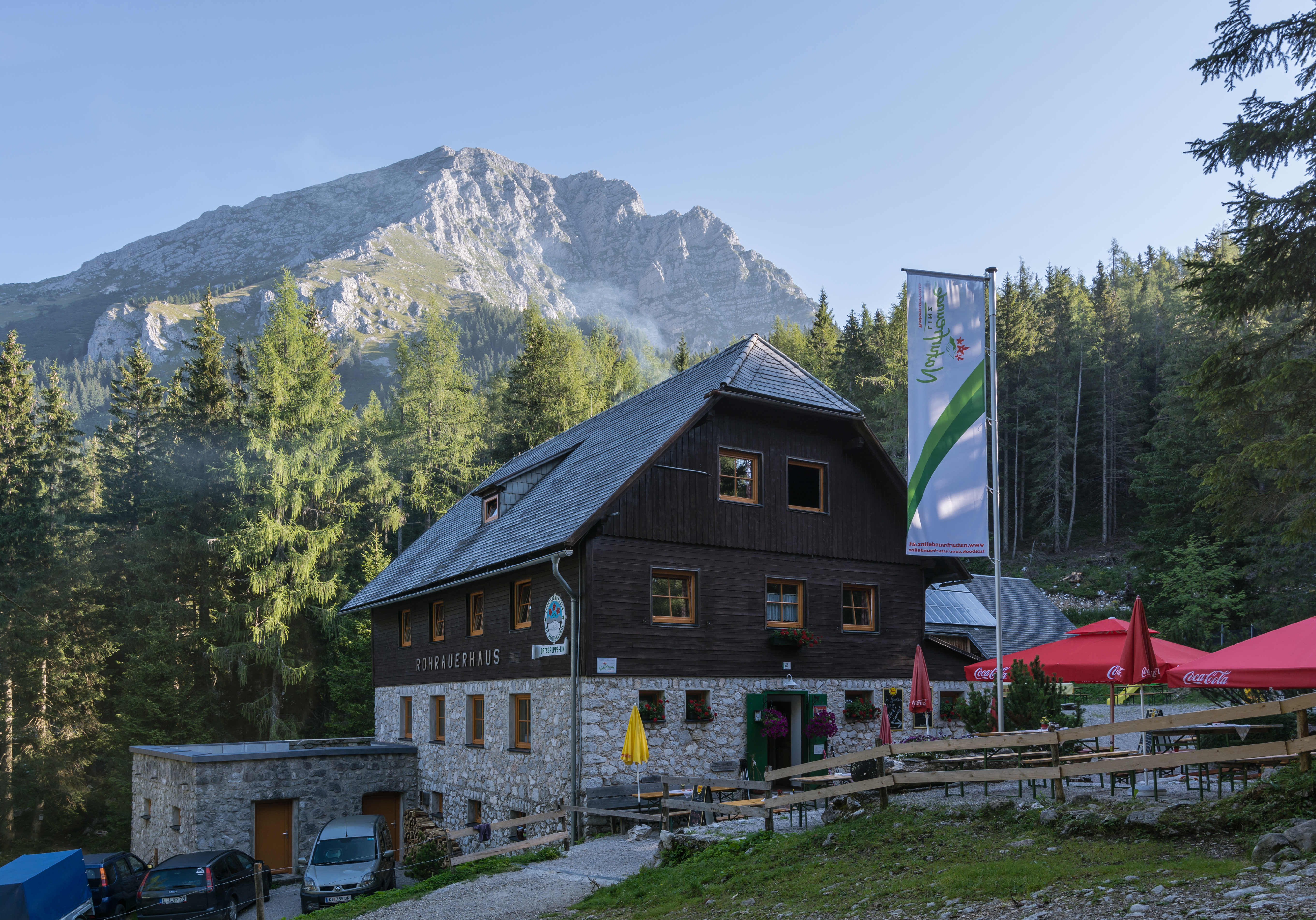
Rohrauer Haus mit Großem Pyhrgas

Stützpunkte mit Übernachtungsmöglichkeit (Auswahl):
| Hütte          | Höhe | Betreiber    |
| -------------- | ---- | ------------ |
| Admonter Haus  | 1723 | Alpenverein  |
| Grabneralmhaus | 1391 | privat       |
| Gowilalm       | 1375 | privat       |
| Rohrauer Haus  | 1308 | Naturfreunde |
| Hofalmhütte    | 1305 | Alpenverein  |
| Bosruckhütte   | 1043 | Alpenverein  |

### Alpinismus

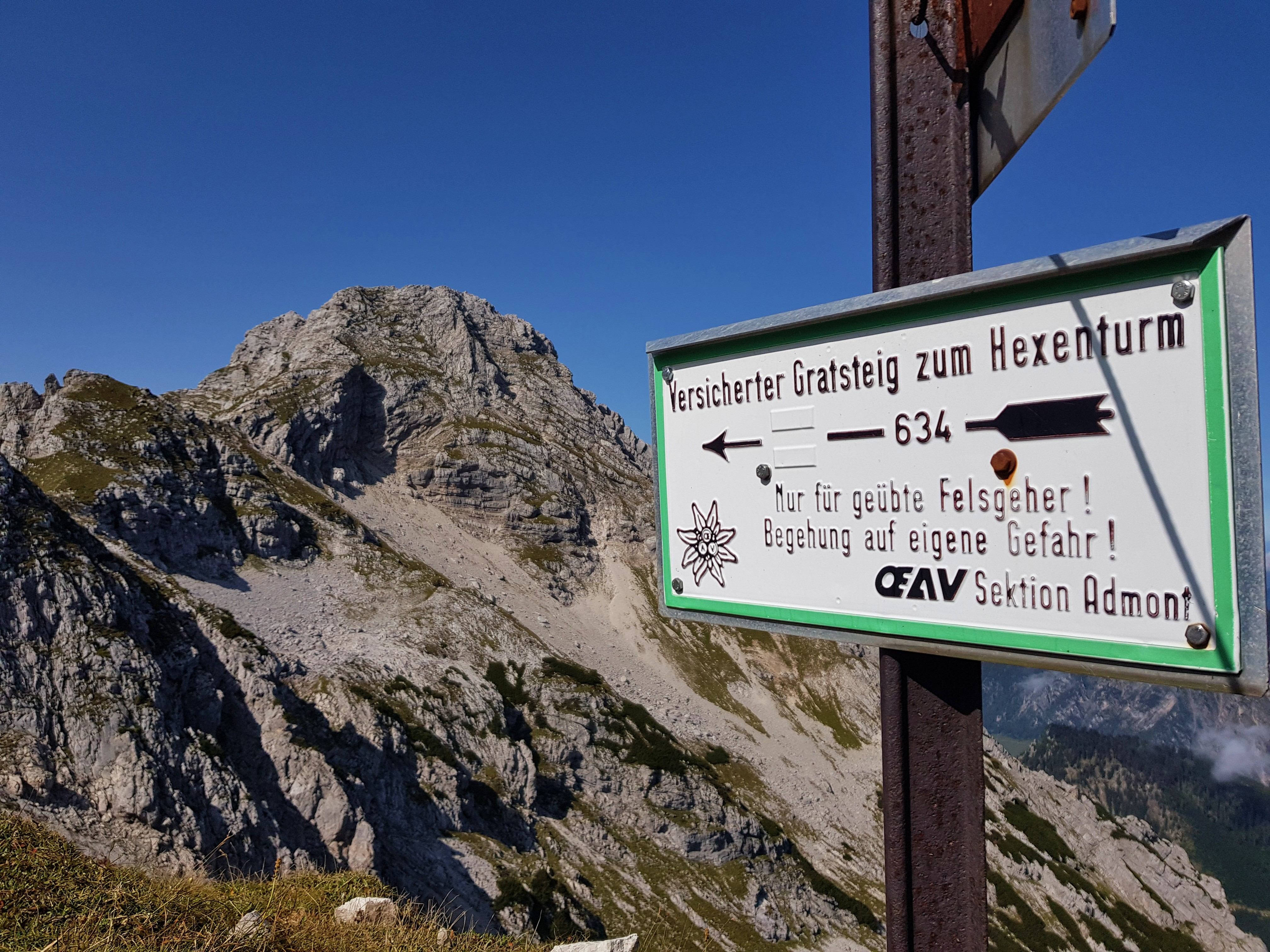
Hexensteig-Wegweiser

Die klettertechnische Erschließung setzte zu Beginn des 20. Jahrhunderts ein. Besonders die Westwand des Scheiblingsteins, deren Durchstieg erstmals 1934 gelang, bietet anspruchsvolle Routen. Die Route „Walhalla“ (VIII) durch die Westwand ist eine der längsten Kletterrouten Im Gebiet. In 11 Seillängen werden rund 450 Klettermeter bei einer Wandhöhe von 400 Meter überwunden.
Weitere bekannte Kletterrouten sind:
- Westwand (Scheiblingstein, VIII)
- Westwandvorbau (Scheiblingstein, V)
- Göttin der Jagd (Scheiblingstein, VI)

In den Haller Mauern gibt es drei Klettersteige:
- Wildfrauensteig (Bosruck, B/C)
- Hexensteig (Hexenturm, B/C)
- Jungfernsteig (Grabnerstein, B)

### Mountainbiking
Der Großteil der Forststraßen in den Haller Mauern sind für das Befahren mit Fahrrädern gesperrt. In Oberösterreich gibt es mehrere ausgewiesene Mountainbikestrecken. Die bekanntesten sind: die Garstnertaler Höhenrunde (MTB1), die Oberwenger Panoramaroute (MTB2) über die Holzeralm und vom Spital am Pyhrn zum Rohrauerhaus (MTB9). In der Steiermark ist die Auffahrt vom Buchauer Sattel zur Grabneralm gestattet.

### Wintersport

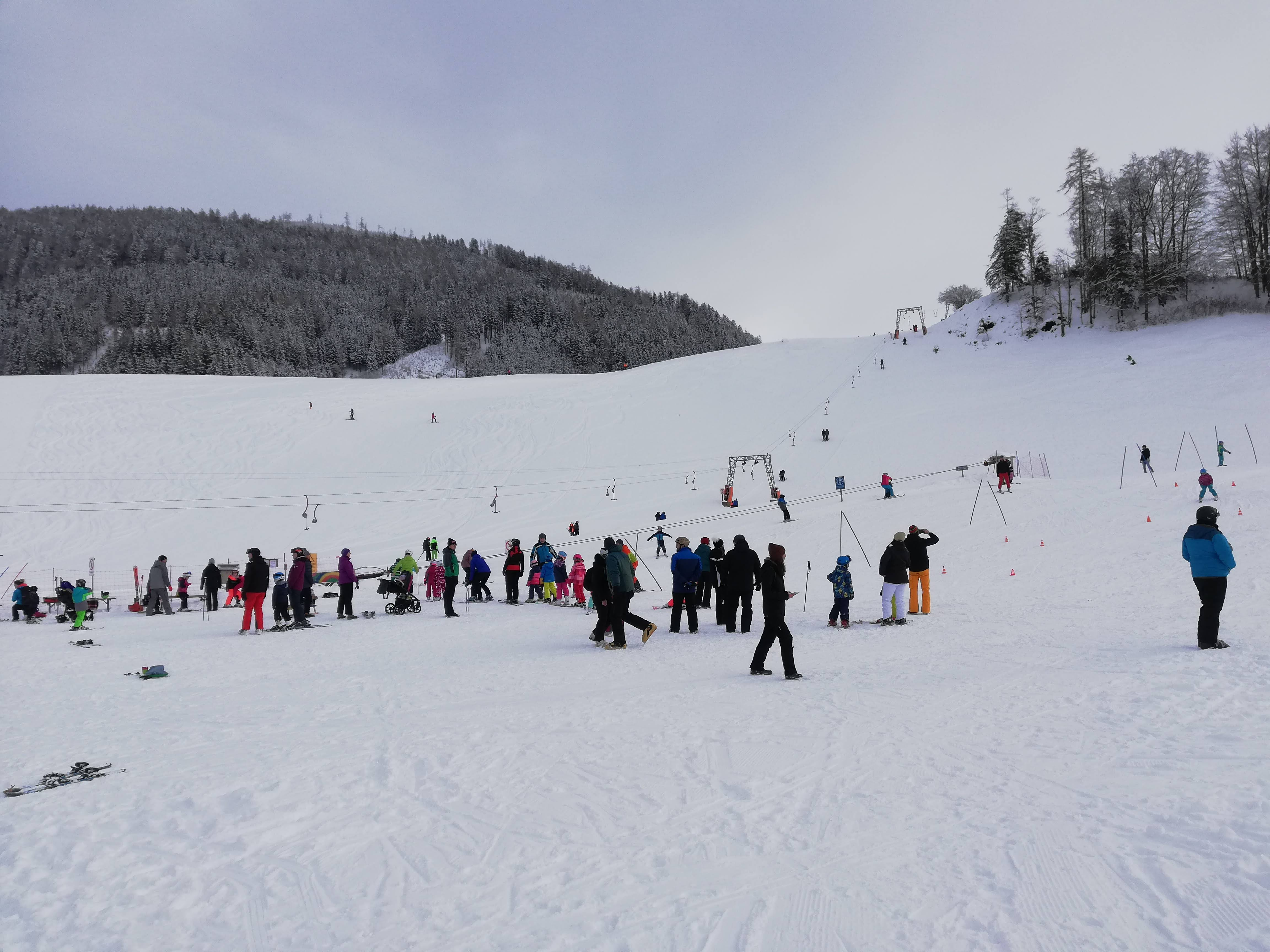
Der Skilift Hotz in Oberweng ist der einzige Skilift im Gebiet

Bis in die Mitte des 20. Jahrhunderts existierten mehrere kleine Skigebiete, etwa auf der Ardningalm, bei der Bosruckhütte und beim Rohrauerhaus. Sie bestanden jeweils nur aus einer Piste und einem Schlepplift, die vorwiegend von der lokalen Bevölkerung genutzt wurden. Heute ist nur noch der Skilift Hotz in Oberweng in der Gemeinde Spital am Pyhrn in Betrieb. Das kleine Skigebiet besteht aus einem Schlepplift, einem Kinderskilift und einer Piste.
In Hall befindet sich ein Langlaufzentrum mit einem rund 33 km langen Loipennetz. Die Biathlon- und Langlaufarena Pyhrn-Priel - Rosenau liegt in der Innerrosenau im Gemeindegebiet von Rosenau am Hengstpaß. Die Sportstätte ist Austragungsort nationaler und internationaler Veranstaltungen im Biathlon. Unter anderem wurde dort 1997 die Biathlon-Europameisterschaft ausgetragen.
Die Haller Mauern sind auch für Schneeschuh- und Skitouren geeignet. Der Scheiblingstein, mit Aufstieg und Abfahrt durch die Lange Gasse, ist eine der bekanntesten Skitouren im Gebiet.

## Wirtschaft

### Landwirtschaft

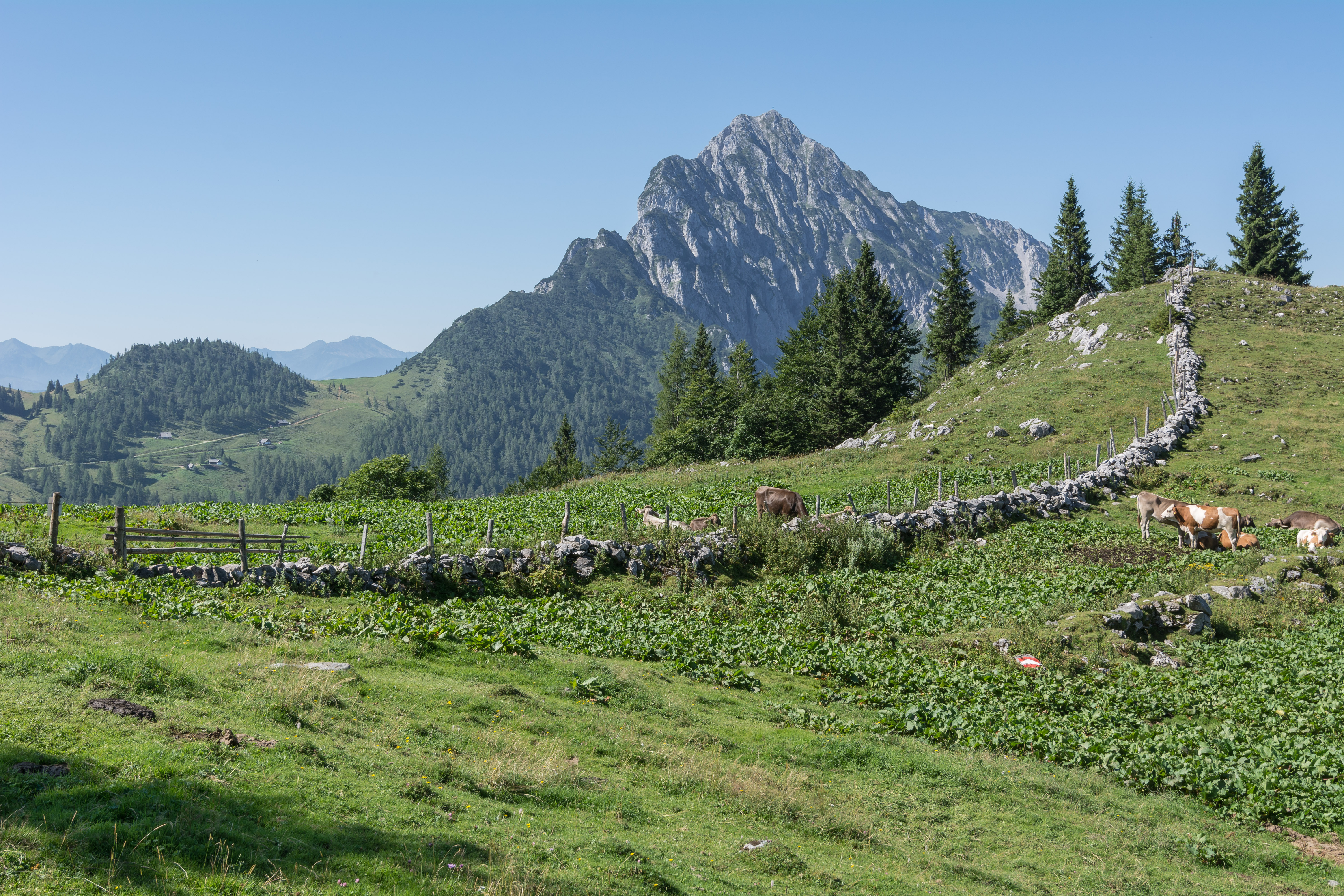
Rinder am Lugkogel nahe der Hofalm. Steinmauern begrenzen die Weiden. Im Hintergrund die Arlingalmen und der Bosruck

Die Landwirtschaft ist in den Haller Mauern bis auf wenige Ausnahmen auf die Weidenutzung der Almen beschränkt. Meistens werden auf Almen keine Milchkühe mehr gehalten, sondern ausschließlich Galtvieh. Selten werden auch Pferde und Schafe auf den Almen gehalten. Die Zahl und die Fläche der bewirtschafteten Almen waren im 19. Jahrhundert deutlich größer als heute. Mit dem Wandel der Landwirtschaft im 20. Jahrhundert waren die Almen für die Höfe im Tal nicht mehr überlebensnotwendig und der Almauftrieb im Sommer wurde häufig eingestellt. Viele Almen lagen unterhalb der Waldgrenze und waren Rodungsalmen. Ein Großteil der Almen wurde aufgelassen oder stark verkleinert. Die Almflächen sind heute wegen fehlender Pflege teilweise mit Latschenkiefern bedeckt oder bereits wieder bewaldet. Am Nordabhang der Haller Mauern befinden sich einige kleinere Almen wie die Ochsenwald-, die Fuchs-, Holzer- und Gowilalm.

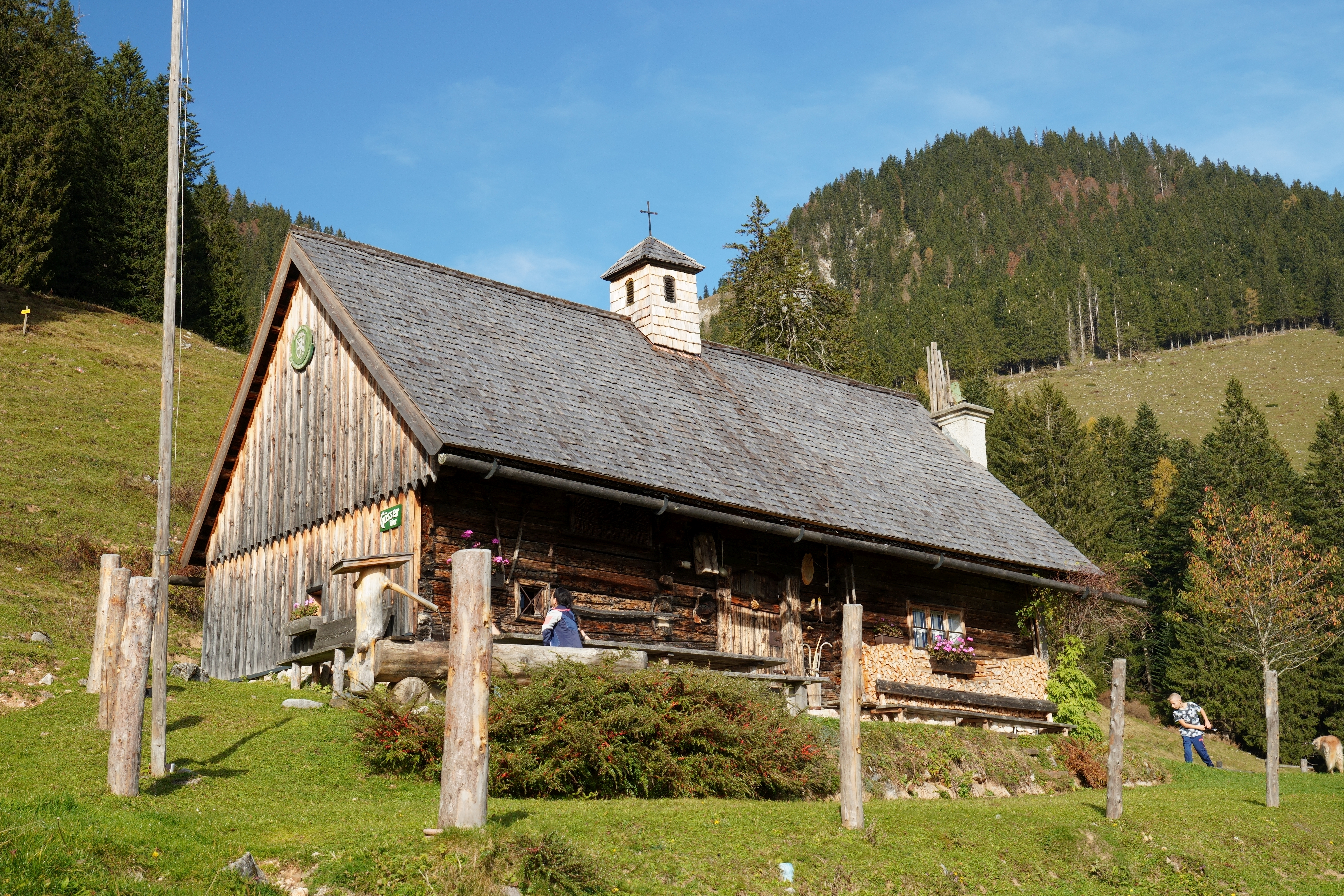
Die Pfarrerhütte beherbergt das Almmuseum Ardning

In der Steiermark befinden sich vor allem an den Südhängen größere Almen. Im Bereich der Ardningalm bilden mehrere Almen eine große zusammenhängende waldfreie Weideflächen. An den Südhängen des Grabnersteins liegen Forchneralm und Grabneralm, beim Großen Maiereck die Seisenalm und Fellner Alm. Die Grabneralm wird seit über 120 Jahren von der Land- und Forstwirtschaftlichen Fachschule Grabnerhof bewirtschaftet. Dort befand sich bis zur Mitte des 20. Jahrhunderts die Almwirtschaftsschule, bis die Milchviehhaltung und somit auch die Schule ins Tal zum Heimathof verlagert wurde. In den 1990er Jahren wurde die Almwirtschaft auf der Grabneralm revitalisiert und neue Gebäude errichtet. Heute befindet sich auf der Alm eine Schaukäserei, wo während des Almsommers die gesamte anfallende Ziegenmilch verarbeitet wird.
In der Pfarrerhütte auf der Warteckalm befindet sich das Almmuseum Ardning. Neben einer Rauchküche beherbergt das Museum traditionelle Gerätschaften für die Butter- und Käseerzeugung sowie Glocken und brauchtümliche Gegenstände. Das Museum wird von der Berg- und Naturwacht Ardning betreut und ist an den Wochenenden von Mai bis Oktober geöffnet.

### Forstwirtschaft
Die Forstwirtschaft hat im Bereich der Haller Mauern eine lange Tradition. In der Eisenwurzen wurde auch im Gebirge geschlägertes Holz zur Kohleerzeugung für die Hammerwerke und Schmieden verwendet. Die Salzgewinnung in Hall benötigte ebenfalls viel Brennholz für die Sudpfannen. Ende des 19. Jahrhunderts verloren die Forste und Wälder mit der Einführung der Steinkohlefeuerung allmählich ihre zentrale wirtschaftliche Bedeutung. Heutzutage befindet sich der Großteil der Waldfläche in Oberösterreich im Besitz der Österreichischen Bundesforste. In der Steiermark sind das Stift Admont und die Steiermärkischen Landesforste Großgrundbesitzer.

### Bergbau

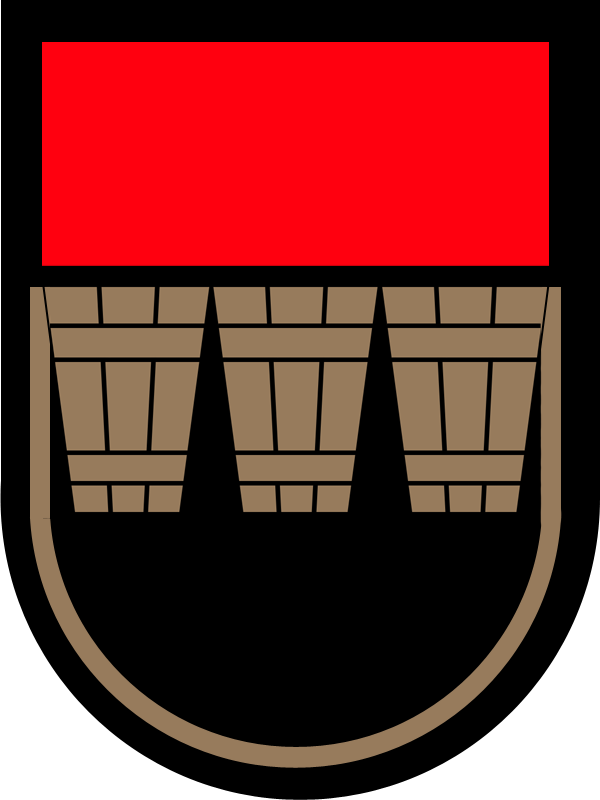
Das Wappen von Hall, mit drei goldenen Salzkufen, verweist auf die historische Salzgewinnung

Ab dem 10. Jahrhundert wurden in der Gegend von Hall Salz gewonnen. Sechs natürliche Solequellen wurden genutzt und bis zu elf kleine Sudpfannen betrieben. Die Quellen befanden sich am Leichenberg (damals Leuchtenberg) und im Sulzgraben nördlich des Dörfelsteins. Die Rechte an den Solequellen waren ursprünglich im Besitz mehrerer Klöster (Klöster Garsten und Gurk, St. Lambrecht, St. Georgen, Bamberg, Salzburg und dem Franziskanerkloster Freising) und auch weltlicher Grundherren. Mit der Gründung des Benediktinerstiftes Admont im Jahr 1074 räumte der Salzburger Erzbischof Thiemo 1093 diesem die Gerichtsbarkeit über die Haller Salzgewinnung ein. Dadurch erlangte Admont eine Vormachtstellung und konnte im 13. Jahrhundert alle Salzstellen an sich bringen.
Die Jahresproduktion aller Pfannen wird für 1150 auf rund 1.000 bis 1.500 Tonnen geschätzt. Im Vergleich wurden während der gleichen Zeit in Altaussee mit zwei Pfannen nur rund 200 Tonnen erzeugt. Ab etwa 1300 lässt sich aus Dokumenten aber ein Rückgang der Quellschüttungen nachweisen. Gleichzeitig etablierte sich mit der Saline Aussee, die mit dem untertägigen Bergbaubetrieb über eine beliebig steigerbare Rohstoffbasis verfügen konnte, ein bedeutender Konkurrenzbetrieb. Um das landesfürstliche Salzmonopol durchzusetzen, veranlasste Kaiser Ferdinand I. 1543 das Stift Admont, seine Salzproduktionen in Hall und in Weissenbach einzustellen. Die Solequellen wurden verschlagen, um sie für die Bevölkerung unzugänglich zu machen. Die Haller Bauern fanden aber zumindest in Notzeiten stets Mittel und Wege, die Quellsole zur Speisenzubereitung zu verwenden. Um 1920 war dies noch vielfach üblich. Heute erinnern Informationstafeln entlang des Haller Salzlehrpfades an die Geschichte des Ortes.
Die Knauf Gruppe baut seit 2011 am Dörfelstein im Etagentagebau Gips ab.

### Tourismus
Winter- und Sommertourismus sind eine wichtige Wertschöpfungsquelle für die Wirtschaft in der Region. In Oberösterreich sind die angrenzenden Gemeinden im Tourismusverband Pyhrn-Priel organisiert, in der Steiermark im Tourismusverband Gesäuse. In den Sommer- und Herbstmonaten sind die Haller Mauern ein beliebtes Wandergebiet und die Gemeinden verzeichnen im Sommer etwa ein Drittel mehr Übernachtungen als im Winter. Eine Verschiebung zeigt sich auch im Spektrum der Gäste, so beträgt der Anteil inländischer Gäste im Sommer 70 %. Im Winter hingegen 50 %. Im Vergleich zu den touristisch intensiven Jahren 1994 bis 1999 ist die Gästezahl der Tourismusregion in Oberösterreich allerdings deutlich zurückgegangen: Spital am Pyhrn zum Beispiel verzeichnete 1995 insgesamt 168.323 Nächtigungen; im Jahre 2006 waren es 111.262 Übernachtungen, was einem Rückgang von 34 Prozent entspricht. Im Gegensatz zum angrenzenden Skigebiet Wurzeralm im Toten Gebirge fehlen in den Haller Mauern Skigebiete oder Aufstiegshilfen, um in die alpine Region zu gelangen. Die touristische Nutzung der Haller Mauern kann als gering bezeichnet werden und ist durch sanften Tourismus geprägt. Die Dr.-Vogelgesang-Klamm verzeichnete im Jahr 2016 ungefähr 35.000 Besucher.

## Namenskunde

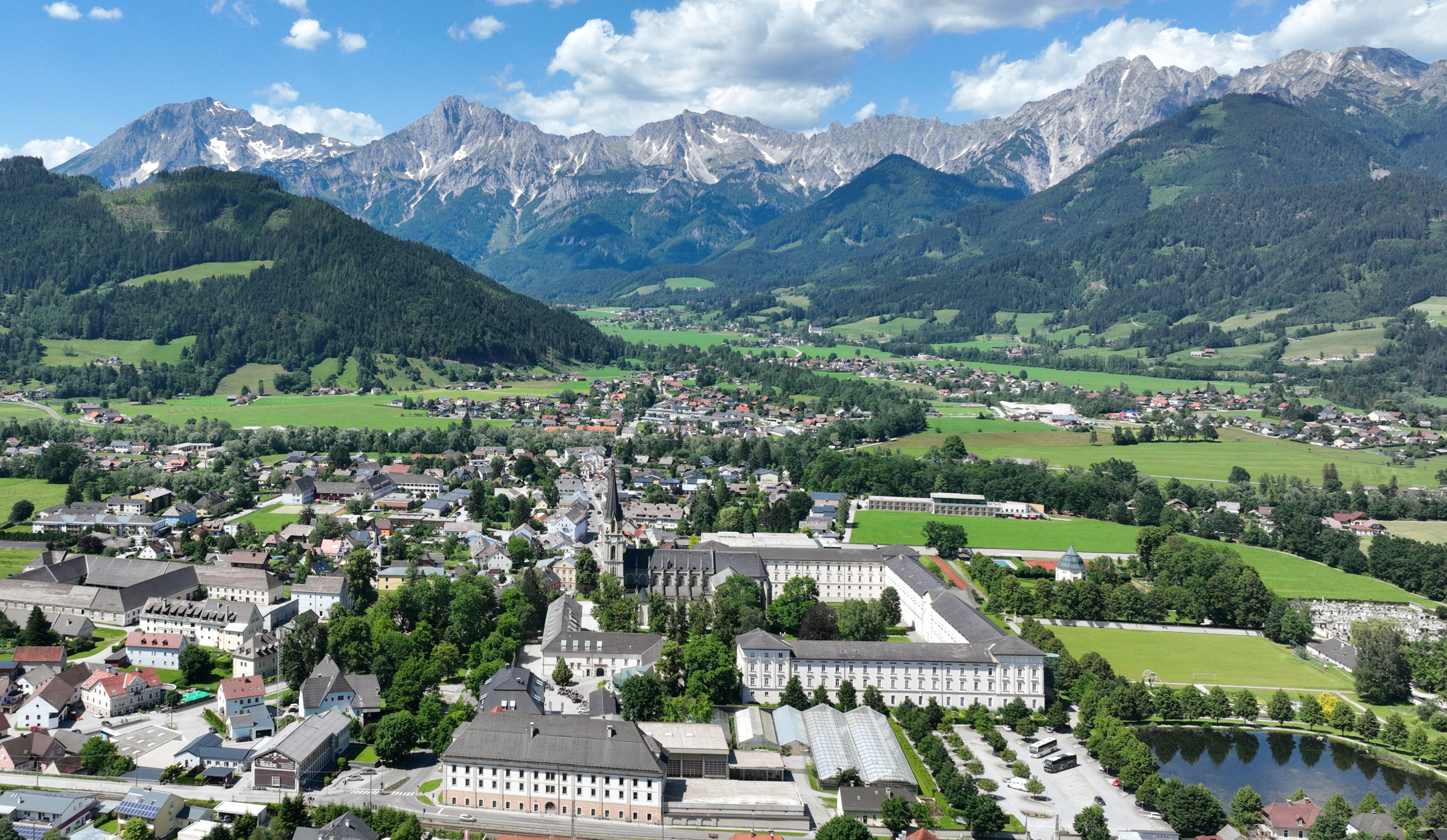
Blick über Admont und Hall zu den Haller Mauern. Links der Leichenberg.

Der Ort Hall ist namensgebend für das Gebirge. Es handelt sich um einen typischen Hall-Ortsnamen, der sich auf die historische Salzgewinnung am Leichenberg bezieht. Die Salzpfannen werden erstmals 931 als ad Adamunton locum patellarem (Pfannstatt bei Admont) im Urbar des Hochstifts Salzburg erwähnt. Der Name Haller Mauern war ursprünglich nur südlich des Hauptkamms gebräuchlich, wobei die Bewohner des Ennstales darunter die Berge östlich des Pyhrgasgatterls verstanden. Auch die Namen Haller Kette oder Haller Gebirge wurden verwendet.
Viele Flurnamen sind slawischen Ursprungs. Das südliche Oberösterreich und das Ennstal waren Siedlungsraum der Alpenslawen. Das slowenische brdo („(felsiger) Berg, Anhöhe“) ist die Grundlage für Pyhrn(pass) und wird erstmals 1146 als Pirdine erwähnt. Pyhrgas basiert auf dem frühslawischen per-gazъ bzw. slawischen prěgazъ und bedeutet „Übergang“. Das Pyhrgasgatterl ist der Übergang vom Ennstal nach Spital am Pyhrn bzw. Windischgarsten im Norden. Der Name des Ortes Ardning stammt von Arbnikh der vom urslawischen arh abgeleitet ist, was „Graben, Schlucht, Rinne, Bächlein“ bedeutet. Beim Pleschberg, von den Einheimischen die Plesch genannt, bildet das slowenische pleš („kahl, unbewaldet“) die Grundlage und verweist auf die unbewaldete Gipfelkuppe.
Bosruck bezieht sich auf die langgestreckte Form des Berges und leitet sich von Bocksrücken ab.

## Brauchtum
Als im Jahre 1728 am Dienstag der Bittwoche der Markt Windischgarsten abbrannte, gelobte die Bürgerschaft, alljährlich am letzten Sonntag vor Pfingsten eine Wallfahrt nach Frauenberg zu machen. Dieses Gelübde wird auch heute noch erfüllt und ein Votivbild in der Wallfahrtskirche sowie ein Bildstock am Arlingsattel erinnern daran. Der Fußweg führt von der Bosruckhütte über den Arlingsattel nach Ardning und Frauenberg.

## Siedlungen

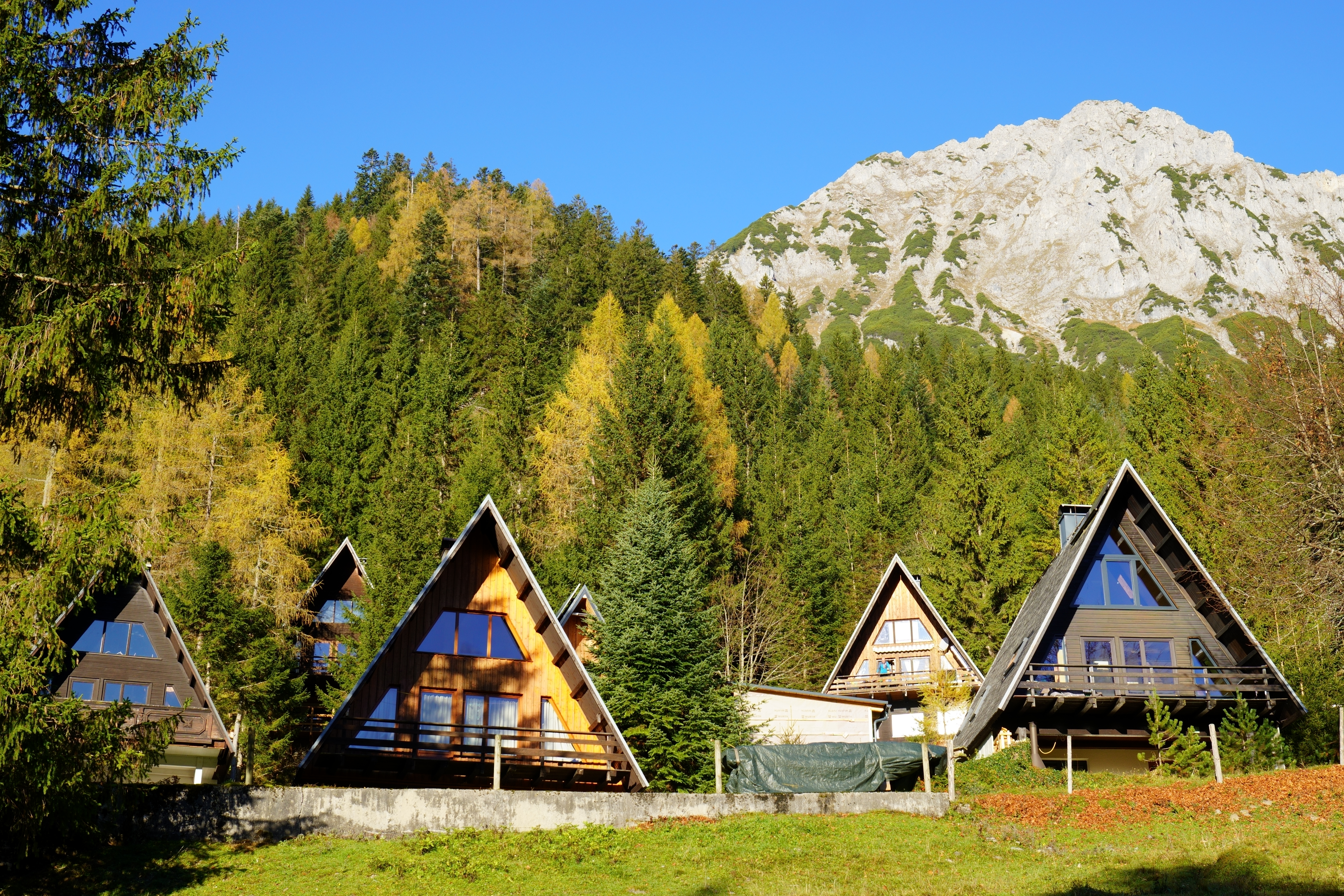
Ferienhäuser auf der Ardningalm

Die Hochlagen der Haller Mauern liegen großteils außerhalb des Dauersiedlungsraumes, die Besiedlung beschränkt sich daher auf wenige isolierte Berghöfe, Almen und Berghütten. Auf der oberösterreichischen Seite enden die Namen der entlegenen Einzelhöfe oft mit -reith oder -reuth und erinnern an die Rodung des Bergwaldes im Zuge der Erschließung des Gebirges. Auf der Ardningalm bilden 13 Ferienhäuser eine Art moderne Streusiedlung im Gebirge. Diese Nurdachhäuser wurden während der Errichtung eines kleinen Skigebiets in den 1960er Jahren gebaut. Während Hotel und Skilift heute nicht mehr existieren, werden die Ferienhäuser weiterhin bewohnt.

## Die Haller Mauern in Kunst und Literatur

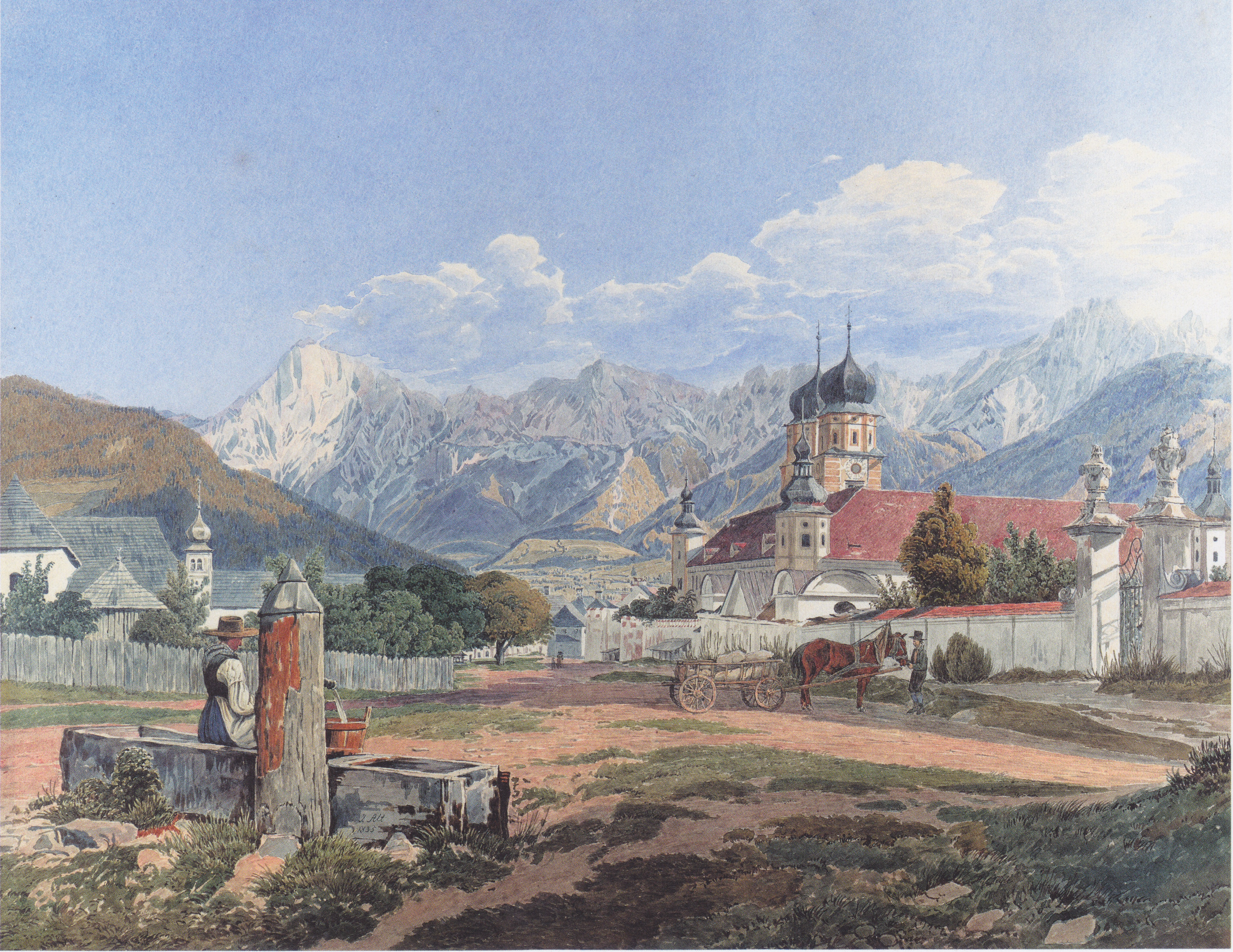
Jakob Alt: Stift Admont, 1835. Im Hintergrund die Haller Mauern

Die Wildfrauenhöhle (Kat.Nr. 1641/1) im Bosruck ist Gegenstand der Volkssage Das Kräuterweible im Waldfrau’nloch. In der Erzählung wird die Höhle von drei Waldfrauen/Wildfrauen bewohnt, die das Vieh vor dem Abstürzen bewahrten und verirrte Jäger und Wanderer auf den rechten Weg zurückführten. In der Sage verstieg sich eine alte Frau beim Kräutersuchen in der Nähe der Höhle und konnte nicht mehr absteigen.

„die Arme konnte weder vor- noch rückwärts und hatte so einen sicheren, schrecklichen Tod vor ihren Augen. Wie sie nun so jammernd und klagend nach Hilfe spähte, hörte sie aus der Höhle einen wunderbaren Gesang ertönen. Sie lauschte andächtig, und plötzlich standen vor ihr drei weibliche Gestalten, herrlich anzuschauen, eine schöner als die andere. Diese faßten die arme verirrte Alte an der Hand und führten sie auf einem früher nie gesehenen Steig auf einen Platz, von dem sie aus bequem nach ihrem Dorfe gehen konnte.“

In der Biedermeierzeit kamen Landschaftsmaler in das Ennstal. Künstler wie Jakob Alt schufen Werke, die die Haller Mauern und deren Umgebung zeigen.